# Llista de reportatges de 30 minuts
30 minuts és un programa informatiu de Televisió de Catalunya, creat l'octubre de 1984. S'emet a TV3 els diumenges al vespre després del Telenotícies, i té una durada habitual, tal com el seu nom indica, de mitja hora. De forma ininterrompuda, ha tractat temes molt diversos, normalment d'actualitat, tant de creació pròpia com provinents d'altres països.

## Llista d'episodis
La següent llista d'episodis comprèn tots els reportatges emesos a TV3, ordenats cronològicament.

### Primera temporada (1984-85)
| Núm. total | Núm. de la temporada | Títol                                                  | Direcció                                                      | Data d'emissió original |
| ---------- | -------------------- | ------------------------------------------------------ | ------------------------------------------------------------- | ----------------------- |
| 1          | 1                    | «Cavalls d'Espinavell: de la muntanya a la fira»       | Francesc Escribano, Carles Pérez i Ramon Vallès               | 19 d'octubre de 1984    |
| 2          | 2                    | «Pedralbes: una porta a la CEE»                        | Sense determinar                                              | 19 d'octubre de 1984    |
| 3          | 3                    | «KKK: entrevista sense caputxa»                        | Carles Bosch                                                  | 19 d'octubre de 1984    |
| 4          | 4                    | «Abouchar: el perill d'informar»                       | Sense determinar                                              | 26 d'octubre de 1984    |
| 5          | 5                    | «Amnistia Internacional: les tortures continuen»       | Rosa Maria Cort i Joan González                               | 26 d'octubre de 1984    |
| 6          | 6                    | «François Truffaut: l'últim cop»                       | Sense determinar                                              | 26 d'octubre de 1984    |
| 7          | 7                    | «Regne Unit: els enfrontaments d'una vaga sense final» | Sense determinar                                              | 26 d'octubre de 1984    |
| 8          | 8                    | «Indira Gandhi: la venjança dels sikhs»                | Carles Bosch                                                  | 2 de novembre de 1984   |
| 9          | 9                    | «Greenpeace: la caça del balener»                      | Sara Grimal i Jaume Vilalta                                   | 2 de novembre de 1984   |
| 10         | 10                   | «Una vida entre els morts»                             | Francesc Escribano i Joan Úbeda                               | 2 de novembre de 1984   |
| 11         | 11                   | «Ronald Reagan: l'orgull de ser americà»               | Francesc Relea i Joan González                                | 9 de novembre de 1984   |
| 12         | 12                   | «Senegàmbia: l'aventura lluny de casa»                 | Carles Bosch i Mireia Domènech                                | 9 de novembre de 1984   |
| 13         | 13                   | «Heroïna: cavalcant cap a la fosca»                    | Sense determinar                                              | 16 de novembre de 1984  |
| 14         | 14                   | «Titelles: 50 anys movent els fils»                    | Ignasi Arribas i Josep Rubies                                 | 16 de novembre de 1984  |
| 15         | 15                   | «RFA: esposes a bon preu»                              | Sense determinar                                              | 16 de novembre de 1984  |
| 16         | 16                   | «País Basc: la pau, més lluny»                         | Jordi Muixí                                                   | 23 de novembre de 1984  |
| 17         | 17                   | «Etiòpia: la desesperació de la fam»                   | Sense determinar                                              | 23 de novembre de 1984  |
| 18         | 18                   | «J. V. Foix: fragments d'una conversa»                 | Rosa Maria Cort                                               | 23 de novembre de 1984  |
| 19         | 19                   | «Euskalduna: una reconversió crítica»                  | Jordi Ros i Xavier Molinas                                    | 30 de novembre de 1984  |
| 20         | 20                   | «Andorra: la ruta del contraban»                       | Josep Ros i Joan Víctor                                       | 30 de novembre de 1984  |
| 21         | 21                   | «Grenada: unes elecclons tutelades»                    | Sense determinar                                              | 30 de novembre de 1984  |
| 22         | 22                   | «Estats Units: batecs de plàstic»                      | Sense determinar                                              | 30 de novembre de 1984  |
| 23         | 23                   | «Rock britànic: quatre anys sense Lennon»              | Carles Bosch i Jordi Beltran                                  | 7 de desembre de 1984   |
| 24         | 24                   | «El negoci de les màquines escurabutxaques»            | Sense determinar                                              | 7 de desembre de 1984   |
| 25         | 25                   | «Tarragona: el risc de la petroquímica»                | Manuel Raya i Guillem Roig                                    | 14 de desembre de 1984  |
| 26         | 26                   | «Afganistan: cinc anys d'invasió»                      | Sense determinar                                              | 14 de desembre de 1984  |
| 27         | 27                   | «Vaquilla: la llibertat impossible»                    | Manuel Mateu                                                  | 14 de desembre de 1984  |
| 28         | 28                   | «PSOE: un congrés des del poder»                       | Rosa Marqueta                                                 | 14 de desembre de 1984  |
| 29         | 29                   | «Caça furtiva: picaresca davant la llei»               | Francesc Escribano                                            | 21 de desembre de 1984  |
| 30         | 30                   | «Nova York: Harlem canvia de color»                    | Carles Bosch                                                  | 21 de desembre de 1984  |
| 31         | 31                   | «Resum de l'any»                                       | Sense determinar                                              | 28 de desembre de 1984  |
| 32         | 32                   | «Montserrat: bisbe per un dia»                         | Francesc Escribano                                            | 4 de gener de 1985      |
| 33         | 33                   | «Guinea: l'eterna dependència»                         | Ignasi Arribas, Rosa Maria Cort, Vicenç Tomas i Jaume Vilalta | 4 de gener de 1985      |
| 34         | 34                   | «Catalunya: una història de fred»                      | Sense determinar                                              | 11 de gener de 1985     |
| 35         | 35                   | «Nicaragua: guerra a les muntanyes»                    | Francesc Relea i Melcior Soler                                | 11 de gener de 1985     |
| 36         | 36                   | «Israel: l'èxode dels falaixes»                        | Sense determinar                                              | 18 de gener de 1985     |
| 37         | 37                   | «Pirineu: la revolta dels solters»                     | Francesc Escribano                                            | 18 de gener de 1985     |
| 38         | 38                   | «París-Dakar: més enllà de l'aventura»                 | Josep Ros                                                     | 25 de gener de 1985     |
| 39         | 39                   | «Sardenya: l'avenç del nacionalisme»                   | Vicenç Villatoro, Leonard Díaz i Carles Pérez                 | 25 de gener de 1985     |
| 40         | 40                   | «La Xina: en el cami de la modernitat»                 | Sense determinar                                              | 1 de febrer de 1985     |
| 41         | 41                   | «Gibraltar: l'Andalusia britànica»                     | Llibert Ferri                                                 | 1 de febrer de 1985     |
| 29         | 29                   | «FM: la guerra de les ones»                            | Francesc Escribano                                            | 8 de febrer de 1985     |
| 30         | 30                   | «Europa a l'espai: horitzó 2000»                       | Jordi Fortuny                                                 | 8 de febrer de 1985     |
| 31         | 31                   | «Montserrat Caballé: èxit a la Casa Blanca»            | Xavier Sitjà                                                  | 15 de febrer de 1985    |
| 32         | 32                   | «Ascó: un filó esgotat»                                | Xavier Molinas i Lluís Miquel Garcia                          | 15 de febrer de 1985    |
| 33         | 33                   | «Mont Oitz: tragèdia aèria»                            | Josep Rúbies i Jaume Masdeu                                   | 22 de febrer de 1985    |
| 34         | 34                   | «Líban: el fiasco d'Israel»                            | Francesc Relea, Carles Genè i Carles Pérez                    | 22 de febrer de 1985    |
| 35         | 35                   | «Sort: el carnaval dels solters»                       | Francesc Escribano                                            | 22 de febrer de 1985    |
| 36         | 36                   | «París: boulevard 'Chinatown'»                         | Montserrat Besses                                             | 1 de març de 1985       |
| 37         | 37                   | «Neus Soldevila: esperança des de la presó»            | Carmen Roldan, Ramon Vallès i Lluís Marimon                   | 8 de març de 1985       |
| 38         | 38                   | «Dona treballadora: igualtat en el perill»             | Maria Josep Soler i Roser Turpin                              | 8 de març de 1985       |
| 39         | 39                   | «Txernenko: hores d'incògnita»                         | Carles Bosch                                                  | 15 de març de 1985      |
| 40         | 40                   | «Berlín: l'escenari alternatiu»                        | Mireia Domènech i Jaume Barberà                               | 15 de març de 1985      |
| 41         | 41                   | «Universitat: tornen les protestes»                    | Sense determinar                                              | 15 de març de 1985      |
| 42         | 42                   | «Tupamaros: del penal a la llibertat»                  | Carles Bosch, Sara Grimal i Melcior Soler                     | 29 de març de 1985      |
| 43         | 43                   | «Espanya-CEE: final feliç»                             | Joan Nogués                                                   | 29 de març de 1985      |
| 44         | 44                   | «Brasil: la lluita per la terra»                       | Francesc Escribano, Eduard Quesada i Guillem Roig             | 12 d'abril de 1985      |
| 45         | 45                   | «Joan Comorera: socialisme per a Catalunya»            | Llibert Ferri                                                 | 12 d'abril de 1985      |
| 46         | 46                   | «Etiòpia: el gemec de la fam»                          | Ignasi Barjau, Lluís Podadera i Jaume Vilalta                 | 19 d'abril de 1985      |
| 47         | 47                   | «Sant Jordi: incidents injustificats»                  | Sense determinar                                              | 26 d'abril de 1985      |
| 48         | 48                   | «Argentina: procés als militars»                       | Manuel Raya, Josep Rúbies i Ramon Vallès                      | 26 d'abril de 1985      |
| 49         | 49                   | «Franja de Ponent: el català a l'escola»               | Francesc Escribano                                            | 3 de maig de 1985       |
| 50         | 50                   | «Ronald Reagan: un viatge polèmic»                     | Carles Bosch, Lleonard Diaz i Josep Maria Domènech            | 10 de maig de 1985      |
| 51         | 51                   | «Itàlia: la por del 'sorpasso'»                        | Francesc Escribano, Josep Maria Fernández i Jaume Vilalta     | 17 de maig de 1985      |
| 52         | 52                   | «Catalans a Austràlia: nostàlgia o integració»         | Josep Ros i Jerònia Vidal                                     | 24 de maig de 1985      |
| 53         | 53                   | «Supporters: la violència com a esport»                | Francesc Relea                                                | 31 de maig de 1985      |
| 54         | 54                   | «Badia d'Algesires: explosió de petrolers»             | Regina Ferré                                                  | 31 de maig de 1985      |
| 55         | 55                   | «Residus nuclears: una herència molesta»               | Montse Armengou                                               | 31 de maig de 1985      |
| 56         | 56                   | «Rafael Escobedo: innocència per demostrar»            | Maria Josep Soler                                             | 14 de juny de 1985      |
| 57         | 57                   | «Guinness: la conquesta d'un rècord»                   | Francesc Escribano                                            | 14 de juny de 1985      |
| 58         | 58                   | «Immigrats a França: un racisme no assumit»            | Montserrat Besses, Lluís Miquel García i Lluís Podalera       | 21 de juny de 1985      |
| 59         | 59                   | «La Perona: després de les barraques»                  | Alonso Carnicer, Roser Barnich i Joan Puighermanal            | 21 de juny de 1985      |
| 60         | 60                   | «Festes de Ciutadella: nobles i cavalls»               | Francesc Escribano, Sara Grimal i Josep Lluís Mulet           | 28 de juny de 1985      |
| 61         | 61                   | «Xipre: pas a la divisió»                              | Carles Bosch, Carles Pérez i Jordi Vilardell                  | 28 de juny de 1985      |
| 62         | 62                   | «Ángel E. Mayayo: judici a porta oberta»               | Sense determinar                                              | 5 de juliol de 1985     |
| 63         | 63                   | «GAL: interrogants i sospites»                         | Francesc Relea                                                | 12 de juliol de 1985    |
| 64         | 64                   | «EUA: una addicció nova»                               | Carles Bosch, Guillem Roig i Melcior Soler                    | 19 de juliol de 1985    |
| 65         | 65                   | «Inversions japoneses: benvingudes a Catalunya»        | Carles Gené i Jaume Masdeu                                    | 26 de juliol de 1985    |
| 66         | 66                   | «Illes Medes: un tresor difícil de guardar»            | Josep Lluís Nicolás i Melcior Soler                           | 9 d'agost de 1985       |
| 67         | 67                   | «Jet-set: 'dolce vita' a Marbella»                     | Francesc Relea                                                | 16 d'agost de 1985      |
| 68         | 68                   | «Broadway: canvi de decorat»                           | Eduard Quesada, Guillem Roig i Ramon Vilalta                  | 16 d'agost de 1985      |
| 69         | 69                   | «Tsukuba: l'orgia tecnològica»                         | Josep Maria Ureta i Carles Gené                               | 23 d'agost de 1985      |
| 70         | 70                   | «Irlanda: una illa verda i pobra»                      | Francesc Escribano                                            | 30 d'agost de 1985      |
| 71         | 71                   | «Revista ambulant: una lenta decadència»               | Francesc Escribano                                            | 30 d'agost de 1985      |

### Segona temporada (1985-86)
| Núm. total | Núm. de la temporada | Títol                                    | Direcció                                                       | Data d'emissió original |
| ---------- | -------------------- | ---------------------------------------- | -------------------------------------------------------------- | ----------------------- |
| 72         | 1                    | «Xina: els signes del canvi»             | Joan Salvat                                                    | 6 de setembre de 1985   |
| 73         | 2                    | «Portaavions Nimitz: un arsenal flotant» | Miquel Àngel Violan                                            | 13 de setembre de 1985  |
| 74         | 3                    | «Astúries: por a la mina»                | Ricardo Abeijón, Sebastià Bernal, Yola Reclús i Miguel Vázquez | 20 de setembre de 1985  |
| 75         | 4                    | «Sàhara: l'última descolonització»       | Carles Bosch                                                   | 5 d'octubre de 1985     |
| 76         | 5                    | «Sàhara: el perill de pescar»            | Carles Gené i Eduard Quesada                                   | 5 d'octubre de 1985     |
| 77         | 6                    | «Portugal: la derrota socialista»        | Lleonard Díaz, Francesc Escribano i Joan Víctor                | 12 d'octubre de 1985    |
| 78         | 7                    | «Achille Lauro: segrest a alta mar»      | Jaume Bartrolí                                                 | 12 d'octubre de 1985    |

| 06/09/1985 | Tràfic de nens: negociar amb la misèria             |
| 06/09/1985 | Xina: els signes del canvi                          |
| 13/09/1985 | Portaavions nimitz: un arsenal flotant              |
| 13/09/1985 | Argentina: crònica d'una tortura                    |
| 20/09/1985 | Astúries: por a la mina                             |
| 20/09/1985 | Iran: la guerra fins a la fi                        |
| 27/09/1985 | 1975: les execucions de setembre                    |
| 27/09/1985 | Egipte: el retorn de l'islam                        |
| 05/10/1985 | Sahara: l'última descolonització                    |
| 05/10/1985 | Sahara: el perill de pescar                         |
| 12/10/1985 | Boda gitana: respecte a la tradició                 |
| 12/10/1985 | Portugal: la derrota socialista                     |
| 12/10/1985 | Achille lauro: segrest a alta mar                   |
| 19/10/1985 | Irlanda del nord: els extrems d'un abisme           |
| 26/10/1985 | Seat: el final d'una època                          |
| 26/10/1985 | Soweto: els rastres de l'apartheid                  |
| 26/10/1985 | Onu: la història d'un desengany                     |
| 02/11/1985 | Sendero luminoso: la revolta al perú                |
| 02/11/1985 | Reforma agrària: una font de desacords              |
| 09/11/1985 | Avortament: les limitacions d'una llei              |
| 09/11/1985 | Raibow warrior: un pas en fals                      |
| 09/11/1985 | Galícia: tradició i avantguarda                     |
| 16/11/1985 | Grècia: un mal precedent                            |
| 16/11/1985 | Àfrica: el centre de l'epidèmia                     |
| 23/11/1985 | Llei d'estrangeria: perspectives diferents          |
| 23/11/1985 | Armero: un cementiri sota el volcà                  |
| 23/11/1985 | Llei d'estrangeria:perspectives diferents (melilla) |
| 30/11/1985 | Soldats de fortuna: armes i diners                  |
| 30/11/1985 | Ulster: buscant l'acord                             |
| 30/11/1985 | Canvi de sexe: camí de la legalitat                 |
| 07/12/1985 | Reinserció: les esquerdes d'eta                     |
| 07/12/1985 | Proves amb animals: neix una polèmica               |
| 07/12/1985 | Arbres de nadal: un cultiu en expansió              |
| 14/12/1985 | Hare krishna: radiografia d'una secta               |
| 21/12/1985 | Taize: religiositat vigent                          |
| 21/12/1985 | Cas zabaltza: versions i versions                   |
| 21/12/1985 | Bojos pel halley                                    |
| 28/12/1985 | 1985: simfonia d'un any                             |
| 04/01/1986 | 1985: l'any dels espies                             |
| 11/01/1986 | Mèxic: a 3 mesos del desastre                       |
| 11/01/1986 | Eurocrata: una professió de moda                    |
| 18/01/1986 | Rock a l'urss: el primer videoclip                  |
| 18/01/1986 | Pobresa: la cara oculta de l'atur                   |
| 25/01/1986 | Israel: l'únic oasi de pau                          |
| 25/01/1986 | Líban: la història d'un segrest                     |
| 25/01/1986 | Bolívia: a un pas de la bancarrota                  |
| 02/01/1986 | Les filipines: una presidència en perill            |
| 01/02/1986 | Ruiz mateos: tàctiques de seducció                  |
| 08/02/1986 | Referendum: darrera les enquestes                   |
| 08/02/1986 | Parlerm: procés a la màfia                          |
| 15/02/1986 | Haití: adéu a duvalier                              |
| 15/02/1986 | Stefano delle chiaie: l'etern fugitiu d'itàlia      |
| 22/02/1986 | Wolfsburg: ciutat o fàbrica                         |
| 22/02/1986 | Sector lleter: pas a la reconversió                 |
| 22/02/1986 | Les filipines: les eleccions del frau               |
| 01/03/1986 | Nits de praga: un viatge clandestí                  |
| 01/03/1986 | Les filipines: la revolta final                     |
| 01/03/1986 | Divisió territorial: un llarg debat                 |
| 08/03/1986 | Torí: exorcistes, mags i dimonis                    |
| 08/03/1986 | Olof palme: un assassinat per encàrrec              |
| 08/03/1986 | Trasplantaments d'òrgans: esperaça dels condemnats  |
| 15/03/1986 | França: el perfil dels electors                     |
| 15/03/1986 | Catalunya nord: més enllà de la frontera            |
| 15/03/1986 | Ambaixador reventós: parís any 3                    |
| 22/03/1986 | Policia a euskadi: la síndrome del nord             |
| 22/03/1986 | Hollywood: el triomf dels russos                    |
| 22/03/1986 | Suïssa: un joc per jugar a la borsa                 |
| 29/03/1986 | Màlaga: la processó de l'indult                     |
| 29/03/1986 | Sakharov: un vídeo misteriós                        |
| 29/03/1986 | Mcguigan: el campió de la unitat                    |
| 06/04/1986 | El cordobès : l'èxit d'un torero                    |
| 06/04/1986 | Nens maltractats: l'infern a casa                   |
| 13/04/1986 | Comunitat jueva: tradició, tradició,...             |
| 13/04/1986 | Nantes: 36 hores d'insomni                          |
| 20/04/1986 | Gaddafi: el messianisme àrab                        |
| 20/04/1986 | Líbia: crònica d'urgència                           |
| 04/05/1986 | Unió soviètica: el perill nuclear                   |
| 04/05/1986 | Llengua catalana: una lenta normalització           |
| 11/05/1986 | Gal: les mans brutes                                |
| 18/05/1986 | Unió soviètica: promeses de canvi                   |
| 25/05/1986 | Fernando moran: 6 mesos a l'onu                     |
| 25/05/1986 | Londres: un país sense govern                       |
| 25/05/1986 | Andalusia: la marca de l'emigració                  |
| 01/06/1986 | Damnificats: l'altra cara del mundial               |
| 01/06/1986 | Emigració il·legal: el somni americà                |
| 08/06/1986 | Eivissa: retrat de família                          |
| 08/06/1986 | San francisco: la capital de la sida                |
| 15/06/1986 | Eleccions: la imatge del líder                      |
| 15/06/1986 | F. pazienza: les intrigues d'un espia               |
| 29/06/1986 | Valls: la passió pels castells                      |
| 29/06/1986 | Greenpeace: campanya al mediterrani                 |

### Tercera temporada (1986-87)
| 07/09/1986 | Sud-àfrica: sota l'estat d'emergència       |
| 14/09/1986 | Crisi pnv: dos líders i un partit           |
| 14/09/1986 | Pinochet: els autors de l'atemptat          |
| 21/09/1986 | Barcelona: més "tribus" que mai             |
| 28/09/1986 | Sexe "light", sexe fort                     |
| 05/10/1986 | La guerra de l'or                           |
| 12/10/1986 | La ruta de colom                            |
| 12/10/1986 | Esperant els miracles                       |
| 19/10/1986 | El salvador: la lluita per la supervivència |
| 19/10/1986 | Haití: la terra del vudú                    |
| 26/10/1986 | El perill d'una nova adicció                |
| 02/11/1986 | Xile: testimoni de càrrec                   |
| 02/11/1986 | Wad-ras: maternitat a la presó              |
| 09/11/1986 | Els fourons: dividits per la llengua        |
| 09/11/1986 | Riaño: el principi de la fi                 |
| 16/11/1986 | Perú: la revolució del llum                 |
| 16/11/1986 | Polònia: la dissidència als 20 anys         |
| 23/11/1986 | Ria d'arosa: el món il·legal del marisc     |
| 23/11/1986 | Presons: el nou model americà               |
| 30/11/1986 | Minitel: la seducció per ordinador          |
| 30/11/1986 | Melilla: por del futur                      |
| 07/12/1986 | Cuba: 30 anys de revolució                  |
| 14/12/1986 | Afganistan: ni vencedors ni vençuts         |
| 21/12/1986 | El rastre de la grossa                      |
| 21/12/1986 | Viure al marge                              |
| 28/12/1986 | Iran: dones al servei de l'alcorà           |
| 04/01/1987 | Estats units: l'ideal de l'èxit             |
| 11/01/1987 | Benazir bhutto: la dona del canvi           |
| 18/01/1987 | Xina: un país de fills únics                |
| 18/01/1987 | París: la vaga més llarga                   |
| 25/01/1987 | París-dakar: un negoci per a àfrica         |
| 01/02/1987 | Filipines: massa enemics per a cory aquino  |
| 08/02/1987 | Amsterdam: cap a la integració racial       |
| 08/02/1987 | Ciutat vella: els carrers de la misèria     |
| 15/02/1987 | Manolo echepares: la vida immòbil           |
| 22/02/1987 | Llodio: patrulles urbanes                   |
| 22/02/1987 | Nova york: una petita rússia                |
| 01/03/1987 | Brasil: infants a cinc mil dòlars           |
| 01/03/1987 | El manteca: una nit a valència              |
| 08/03/1987 | Duvalier, les pistes d'una fortuna          |
| 15/03/1987 | Colza: els interrogants d'un judici         |
| 22/03/1987 | Bikini: un paradís radioactiu               |
| 22/03/1987 | Jocs d'atzar: l'addicció desconeguda        |
| 29/03/1987 | Osel hita: el petit lama                    |
| 05/04/1987 | Xile: testimoni a l'onu                     |
| 05/04/1987 | Itàlia tres judicis amb escàndol            |
| 12/04/1987 | Vivisecció: entre el progrés i l'ètica      |
| 19/04/1987 | Klaus barbie: l'últim gran procés           |
| 03/05/1987 | El ejido: riquesa sobtada                   |
| 03/05/1987 | Reinosa: de la calma a la tensió            |
| 10/05/1987 | Musulmans: la nova generació                |
| 17/05/1987 | Mont-ral: en mans de l'arco iris            |
| 17/05/1987 | Eritrea: el desgast d'una guerra            |
| 24/05/1987 | Mercabarna: l'estómac d'una gran ciutat     |
| 24/05/1987 | Estats units: l'amnistia insuficient        |
| 31/05/1987 | Gitanos: entre dues aigües                  |
| 31/05/1987 | Itàlia: una economia en marxa               |
| 07/06/1987 | Refugiats, la difícil subsistència          |
| 07/06/1987 | Excedents: la hipoteca de la comunitat      |
| 14/06/1987 | Marraqueix: el conte d'una boda             |
| 14/06/1987 | Etiopia: balanç d'una ajuda                 |
| 21/06/1987 | L'atempat                                   |
| 21/06/1987 | perestroika: els primers empresaris         |
| 28/06/1987 | Corea del sud: una dictadura llunyana       |
| 05/07/1987 | Berguedà: la crisi del carbó                |
| 05/07/1987 | Gunnar grapsa: "heavy" i soviètic           |
| 12/07/1987 | Rescat al mar de la xina                    |
| 12/07/1987 | Costa brava: la nit de les teranyines       |
| 19/07/1987 | Una nova esclavitud                         |
| 26/07/1987 | L'escàndol dels predicadors                 |
| 02/08/1987 | Miami: els perills d'un paradís             |
| 09/08/1987 | Xina: el retorn de la borsa                 |
| 16/08/1987 | Castelldefels: costa o suburbi?             |
| 16/08/1987 | Nina hagen: tres dies de boda punk          |
| 23/08/1987 | Sida: la lluita pel control                 |
| 30/08/1987 | Israel: cap oportunitat per a la pau        |
| 30/08/1987 | Calella: sommer ferien in calella           |

### Quarta temporada (1987-88)
| 06/09/1987 | Hongria: l'experiment comunista                |
| 13/09/1987 | Vilafranca: l'auca d'una festa                 |
| 20/09/1987 | Lapons: un poble amenaçat                      |
| 27/09/1987 | Aiguats 62: la castàstrofe més gran            |
| 04/10/1987 | Guatemala: la política de la terra cremada     |
| 04/10/1987 | Marroc: festa berber a l'atlas                 |
| 11/10/1987 | Iran: la setmana de la guerra                  |
| 18/10/1987 | Liban: la connexió del haixix                  |
| 01/11/1987 | Perú: l'èxit d'un "pueblo joven"               |
| 01/11/1987 | Obesitat: el pes de la infelicitat             |
| 08/11/1987 | La difícil sexualitat                          |
| 15/11/1987 | Borsa: els riscos d'una crisi                  |
| 15/11/1987 | Lleó, por dins les mines                       |
| 22/11/1987 | Corea del nord: el país prohibit               |
| 29/11/1987 | Turquia: a mig camí                            |
| 06/12/1987 | La malva-rosa: la llei de l'oest               |
| 06/12/1987 | Marcos i imelda: una espoliació milionària     |
| 13/12/1987 | Finisterre: evacuació anunciada                |
| 13/12/1987 | Japó: l'imperi dels homes                      |
| 20/12/1987 | Guinea: un problema d'espanya?                 |
| 27/12/1987 | Niger: la lluita contra el desert              |
| 27/12/1987 | Mercat comú: les dues cares de la integració   |
| 03/01/1988 | El raval: l'últim esglaó                       |
| 10/01/1988 | Austràlia: la fi de les oportunitats           |
| 17/01/1988 | Albània: al marge del tot                      |
| 24/01/1988 | Plutoni: el mercat negre de la bomba           |
| 31/01/1988 | Baix ebre: un problema de fronteres            |
| 31/01/1988 | Israel: la revolta palestina                   |
| 07/02/1988 | Tíbet: les imatges prohibides                  |
| 14/02/1988 | Davos: el club del poder                       |
| 14/02/1988 | Carnaval: barcelona, anys 20                   |
| 21/02/1988 | Alt pirineu: història sense futur              |
| 28/02/1988 | Europa: armes sense fronteres                  |
| 06/03/1988 | Noruega: un paradís per a les dones?           |
| 13/03/1988 | Waldheim, examen de consciència                |
| 13/03/1988 | Bhopal: tres anys per no res                   |
| 20/03/1998 | Ballet: arriben els russos                     |
| 27/03/1988 | Colòmbia: la guerra bruta                      |
| 03/04/1988 | Amazònia: la solitud de la selva               |
| 10/04/1988 | Etiopia: un reportatge impossible              |
| 10/04/1988 | Unió soviètica: la policia de la "perestroika" |
| 17/04/1988 | L'ulster: a punta de fusell                    |
| 24/04/1988 | Afganistan: la ferida de la unió soviètica     |
| 01/05/1988 | Ariane: l'espai europeu                        |
| 01/05/1988 | George harrison: entrevista al cap dels anys   |
| 08/05/1988 | La generació de la utopia                      |
| 15/05/1988 | Els blancs que no agraden al món               |
| 22/05/1988 | El ressorgiment de la fe                       |
| 05/06/1988 | Viure sota mínims                              |
| 12/06/1988 | Barcelona: sobreviure a un atemptat            |
| 19/06/1988 | Austràlia: tren de costa a costa               |
| 26/06/1988 | Cambotja: a l'ombra dels camps de batalla      |
| 03/07/1988 | Sud-àfrica: la costa dels taurons              |
| 03/07/1988 | Delta de l'ebre: mar de fons                   |
| 10/07/1988 | Japó: darrera la màscara                       |
| 17/07/1988 | Savina: aspirant a actriu                      |
| 17/07/1988 | Dukakis: retrat d'un candidat                  |
| 24/07/1988 | Tortora, la història d'un innocent             |
| 31/07/1988 | Tailàndia: el negoci del cos                   |
| 07/08/1988 | Costa brava: les nits britàniques              |
| 07/08/1988 | Michael jackson: l'obsesió per ser l'u         |
| 14/08/1988 | Estats units: el "lobby" més poderós           |
| 21/08/1988 | La banda d'en bernard                          |
| 28/08/1988 | Asahi shimbun: un diari diferent               |
| 28/08/1988 | Lisboa: el regust de la cendra                 |

### Cinquena temporada (1988-89)
| 04/09/1988 | Colòmbia: la febre verda                     |
| 11/09/1988 | Eden pastora: assassinat al riu san juan     |
| 18/09/1988 | Corea del sud, el petit tigre                |
| 25/09/1988 | Bolívia: a l'ombra del narcodòlar            |
| 02/10/1988 | Els toros: entre la vida i la mort           |
| 09/10/1988 | Eutanàsia: el dret a morir                   |
| 16/10/1988 | Algèria: la revolta juvenil                  |
| 23/10/1988 | Yakuza: la màfia del japó                    |
| 06/11/1988 | Iugoslàvia: la desintegració nacional        |
| 13/11/1988 | Voluntaris: on l'administració no arriba     |
| 20/11/1988 | Les falsedats: d'una investigació            |
| 27/11/1988 | Justícia: un retrat quotidià                 |
| 04/12/1988 | Fugir de casa: l'angoixa de l'absència       |
| 11/12/1988 | Extremadura: vedat de caça                   |
| 18/12/1988 | glasnost a la presó                          |
| 25/12/1988 | Quebec: els homes del fred                   |
| 01/01/1989 | Tecnologia: guerra entre poderosos           |
| 08/01/1989 | La conquesta de la intel·ligència            |
| 15/01/1989 | Emigrants: el cor dividit                    |
| 22/01/1989 | La medicina oculta: els curanderos del delta |
| 29/01/1989 | Afganistan: soviètics en retirada            |
| 05/02/1998 | Comerciant amb la tortura                    |
| 12/02/1989 | Alemanya: els fills del tercer reich         |
| 19/02/1989 | Estats units: la víctima d'una protesta      |
| 26/02/1989 | Puig antich: les últimes hores               |
| 05/03/1989 | Iran: el camí de l'islam                     |
| 12/03/1989 | Camperols del paraguai: un zero a l'esquerra |
| 19/03/1989 | Romania: l'obsessió per un pla               |
| 26/03/1989 | Mauritania: fugint del desert                |
| 02/04/1989 | Unió soviètica: assassinat a ostankino       |
| 09/04/1989 | Jesuïtes: missió a bombai                    |
| 16/04/1989 | Benidorm: sense por de viure                 |
| 30/04/1989 | Regne unit: la revolució postindustrial      |
| 07/05/1989 | La mina: carrer venus, número, 3             |
| 14/05/1989 | Amazònia: mort a la selva                    |
| 21/05/1989 | Londres: viatge a l'àcid                     |
| 28/05/1989 | Xina: la revolta dels estudiants             |
| 04/06/1989 | Washington: la capital del crim              |
| 11/06/1989 | Polònia: el triomf de solidaritat            |
| 25/06/1989 | Txernòbil: el cementiri radioactiu           |
| 02/07/1989 | Trànsit: la guerra interior                  |
| 09/07/1989 | Analfabets: la immensa minoria               |
| 16/07/1989 | 1969, l'home a la lluna                      |
| 30/07/1989 | Sudan: veus de tristesa                      |
| 06/08/1989 | Birmània: sota la llei marcial               |
| 13/08/1989 | Gran bretanya: la revolució genètica         |
| 20/08/1989 | Japó: viure als banys públics                |
| 27/08/1989 | Cocodrils: els ullals del mar                |

### Sisena temporada (1989-90)
| 03/09/1989 | Residus tòxics: exportar el perill            |
| 17/09/1989 | Refugiats rda: la gran fugida                 |
| 24/09/1989 | 15 anys: retrat d'una generació               |
| 01/10/1989 | Cuba: els presos de la sida                   |
| 08/10/1989 | Rinoceronts: l'última oportunitat             |
| 15/10/1989 | Probation: alternativa a la presó             |
| 22/10/1989 | Trenta minuts: els primers cinc anys          |
| 05/11/1989 | Cocaïna: la connexió espanyola                |
| 12/11/1989 | Servei militar: un debat pendent              |
| 19/11/1989 | Afganistan: una victòria inútil               |
| 26/11/1989 | Txecoslovàquia: des del cor de la revolta     |
| 03/12/1989 | El salvador: retorn a morazan                 |
| 10/12/1989 | Bàltic: esclat independentista                |
| 17/12/1989 | Aguardenteiros: els destil·ladors clandestins |
| 24/12/1989 | La fi d'una soledat                           |
| 31/12/1989 | Impressions d'una dècada                      |
| 07/01/1990 | Nova york: la passió per la corda             |
| 14/01/1990 | La caiguda d'un tirà                          |
| 21/01/1990 | Nicaragua: deu anys de divisió                |
| 28/01/1990 | Unió soviètica: els soldats de gorbatxov      |
| 04/02/1990 | Hongria: el futur de l'est                    |
| 11/02/1990 | Afganistan: els fills de la guerra            |
| 18/02/1990 | Euskadi: la llei de l'alcohol                 |
| 25/02/1990 | Leningrad: el desencant de la perestroika     |
| 04/03/1990 | Residus: un pla polèmic                       |
| 11/03/1990 | Accidents laborals: un preu molt alt          |
| 18/03/1990 | Reunificació: la nova alemanya                |
| 25/03/1990 | Cambotja: l'ombra de pol pot                  |
| 01/04/1990 | Homosexuals: cap a la normalitat              |
| 08/04/1990 | Cuba: la guerra de la informació              |
| 15/04/1990 | Galícia: la caça del llop                     |
| 22/04/1990 | La incògnita d'una invasió                    |
| 29/04/1990 | Presó de xoc                                  |
| 06/05/1990 | Romania: la corrupció dels dirigents          |
| 20/05/1990 | República dominicana: l'última batalla        |
| 27/05/1998 | El futur del català                           |
| 03/06/1990 | Cecs: aprendre a continuar                    |
| 10/06/1990 | Israel: els nous immigrants                   |
| 17/06/1990 | Unió soviètica: crim i càstig                 |
| 24/06/1990 | Virtèlia: una escola a la postguerra          |
| 01/07/1990 | Iran: un any sense jomeini                    |
| 08/07/1990 | Lockerbie: una tragèdia evitable              |
| 15/07/1990 | Albània: la setmana dels refugiats            |
| 22/07/1990 | Kumbha mela: la festa de la religió           |
| 29/07/1990 | El temps: el perill de la gran calor          |
| 05/08/1990 | Corea: les dones del mar                      |
| 12/08/1990 | Iraq: els enemics de l'estat                  |
| 19/08/1990 | Iraq: l'arsenal químic                        |
| 26/08/1990 | Jordània: enmig de l'huracà                   |

### 7a temporada (1990-91)
| 02/09/1990 | Nicaragua: rock a amèrica central              |
| 09/09/1990 | Estats units: els últims polígams              |
| 16/09/1990 | Malalts mentals: el laberint de la psiquiatria |
| 23/09/1990 | Iraq: darrera de la bomba                      |
| 30/09/1990 | Iraq: viure sota saddam                        |
| 07/10/1990 | Rda: de marx a marcs                           |
| 14/10/1990 | Companys: memòria d'un president               |
| 21/10/1990 | Kuwait: l'esperança de tornar                  |
| 04/11/1990 | Moscou: perestroika i hamburgueses             |
| 11/11/1990 | Guatemala: la religió del poder                |
| 25/11/1990 | Washington: els metges del "crack"             |
| 02/12/1990 | Immigrants: fer-se el futur                    |
| 09/12/1990 | El salvador: entre la guerrilla i l'exèrcit    |
| 16/12/1990 | Unió soviètica: els milions de la màfia        |
| 23/12/1990 | Costa brava: paisatges del passat              |
| 30/12/1990 | Txad: camp de batalla, camp de sequera         |
| 06/01/1991 | Barcelona és hollywood                         |
| 13/01/1991 | Iraq: els dies comptats                        |
| 20/01/1991 | Iraq: tempesta sobre bagdad                    |
| 27/01/1991 | Els missils de la ira                          |
| 03/02/1991 | Rússia: l'any de la incertesa                  |
| 10/02/1991 | Jordania, a un pas de la guerra                |
| 17/02/1991 | Com pensa saddam?                              |
| 03/03/1991 | Kuwait, després del malson                     |
| 10/03/1991 | Marroc: ressò d'una tempesta llunyana          |
| 17/03/1991 | Letònia: la independencia sense permís         |
| 24/03/1991 | Kuwait: els núvols negres de la postguerra     |
| 31/03/1991 | La platja del desballestament                  |
| 07/04/1991 | Màfia: l'estat en qüestió                      |
| 14/04/1991 | Kurds: derrota, èxode i fam                    |
| 21/04/1991 | Aral: la mort d'un mar                         |
| 28/04/1991 | Heroïna: l'agonia d'una droga                  |
| 05/05/1991 | Històries d'espies                             |
| 12/05/1991 | La batalla del desert                          |
| 19/05/1991 | Bangla desh: aigua de vida, aigua de mort      |
| 02/06/1991 | Històries de vellesa i soledat                 |
| 09/06/1991 | Eta: després del funeral                       |
| 16/06/1991 | Vudú: papà paul i mamà romita                  |
| 30/06/1991 | El camí de la integració                       |
| 07/07/1991 | Els millors amics                              |
| 14/07/1991 | Budapest: la nova capital del sexe             |
| 21/07/1991 | Els hereus de marlowe                          |
| 28/07/1991 | Gent de talla menuda                           |
| 04/08/1991 | Catalunya: foc al bosc                         |
| 11/08/1991 | Víctimes de la victòria                        |
| 18/08/1991 | Fills del bosc sagrat                          |
| 25/08/1991 | L'ascensió d'un líder                          |

### 8a temporada (1991-92)
| 01/09/1991 | Revolució d'agost: el factor humà |
| 08/09/1991 | Perú en el temps de còlera        |
| 15/09/1991 | Decepció a les aules              |
| 22/09/1991 | L'illa suïssa                     |
| 29/09/1991 | Saddam, el supervivent            |
| 06/10/1991 | Cuba: fidels per sempre           |
| 13/10/1991 | Croàcia: una guerra a europa      |
| 20/10/1991 | Testimonis involuntaris           |
| 27/10/1991 | El cavall de la discòrdia         |
| 03/11/1991 | Polígams a parís                  |
| 10/11/1991 | Brasil: pescadors d'ànimes        |
| 17/11/1991 | Els últims pirates                |
| 24/11/1991 | Errors de bata blanca             |
| 01/12/1991 | Los catalanes son muy suyos       |
| 08/12/1991 | Droga: una lluita sense pietat    |
| 15/12/1991 | Israel: pedres per pau            |
| 22/12/1991 | Darrera el teló                   |
| 1992       |                                   |

### 10a temporada (1994-95)
| 1994       |                                   |
| 01/01/1995 | Els senyors de les bèsties        |
| 08/01/1995 | Nens i pistoles                   |
| 15/01/1995 | Què li passa, doctor?             |
| 22/01/1995 | O.j.simpson: mite o assassí       |
| 29/01/1995 | Mossos: la nova policia           |
| 05/02/1995 | El tret per la culata             |
| 12/02/1995 | El futur és femení                |
| 19/02/1995 | Però la terra tira                |
| 26/02/1995 | Ja sóc aquí                       |
| 05/03/1995 | L'enigma roldan                   |
| 12/03/1995 | A sevilla per primavera           |
| 19/03/1995 | Joaquim vallmajó: l'última missió |
| 26/03/1995 | L'espia del milió de dòlars       |
| 02/04/1995 | En el cor de l'especulació        |
| 09/04/1995 | La nit de los angeles             |
| 16/04/1995 | La ciutat del sol                 |
| 23/04/1995 | Muntant el parc                   |
| 30/04/1995 | Sexe al carrer, sexe legal        |
| 07/05/1995 | La postguerra de l'halibut        |
| 14/05/1995 | Marcats pel temps                 |
| 21/05/1995 | Un nou integrisme                 |
| 04/06/1995 | Les arrels del foc                |
| 11/06/1995 | Petits deutes ruinosos            |
| 18/06/1995 | Tots sota control                 |
| 25/06/1995 | Maleïts exàmens                   |
| 02/07/1995 | Capellans contra la màfia         |
| 09/07/1995 | Estimada família                  |
| 23/07/1995 | Un poble "allegro"                |

### 11a temporada (1995-96)
| 03/09/1995 | Les roses de sarajevo                    |
| 10/09/1995 | Sense fronteres                          |
| 17/09/1995 | Malalties d'importació                   |
| 24/09/1995 | Les sales de la mort                     |
| 01/10/1995 | L'eilish sense la katie                  |
| 08/10/1995 | Parada de taxistes                       |
| 15/10/1995 | Els últims colons                        |
| 22/10/1995 | Els camions del cel                      |
| 29/10/1995 | Sobirania, "oui ou non"                  |
| 05/11/1995 | Missió: sud-est asiàtic                  |
| 12/11/1995 | El llegat de rabin                       |
| 26/11/1995 | Mediterrani: conflicte o convivència     |
| 03/12/1995 | Treball precari                          |
| 10/12/1995 | Els fills del divorci                    |
| 17/12/1995 | Montseny, benvinguts al parc             |
| 24/12/1995 | Buscant la "big mama"                    |
| 07/01/1996 | L'home que va tornar a inventar el cotxe |
| 21/01/1996 | La llavor del diable                     |
| 28/01/1996 | El sexe en un xip                        |
| 04/02/1996 | L'últim visitant                         |
| 11/02/1996 | Perill d'extinció                        |
| 18/02/1996 | La salsa del carnaval                    |
| 25/02/1996 | La fama té un preu                       |
| 10/03/1996 | Esclaves a aràbia                        |
| 17/03/1996 | Tornant al regne de gil                  |
| 24/03/1996 | Rubles sense rastre                      |
| 31/03/1996 | Tot fals                                 |
| 07/04/1996 | Un embaràs molt especial                 |
| 14/04/1996 | Més que amics                            |
| 21/04/1996 | Pares en llista d'espera                 |
| 28/04/1996 | El laboratori humà                       |
| 05/05/1996 | Un negoci diví                           |
| 12/05/1996 | Srebrenica, crims de guerra              |
| 19/05/1996 | Amors diferents, sexe diferent           |
| 26/05/1996 | Que ve l'ós                              |
| 02/06/1996 | Pedres que parlen                        |
| 16/06/1996 | Línia pirineu: la defensa ignorada       |
| 23/06/1996 | Retorn en tren a etiòpia                 |
| 30/06/1996 | Expedients ovni: la fi del secret        |
| 07/07/1996 | Efectes secundaris                       |
| 14/07/1996 | Per vacances, cap a casa                 |
| 21/07/1996 | Que arriben els de barcelona!!!          |

### 12a temporada (1996-97)
| 15/09/1996 | Balseros                       |
| 22/09/1996 | La força de la natura          |
| 29/09/1996 | El carrer de la cera           |
| 06/10/1996 | La cara més fosca de l'islam   |
| 13/10/1996 | Primer acte                    |
| 20/10/1996 | Lliçons de la memòria          |
| 27/10/1996 | Malalts d'urgències            |
| 03/11/1996 | Els okupes dels rails          |
| 10/11/1996 | El bacil resistent             |
| 17/11/1996 | El combat i la memòria         |
| 24/11/1996 | Rwanda: vivint el retorn       |
| 01/12/1996 | Crèixer a euskadi              |
| 08/12/1996 | Cinc anys sense l'urss         |
| 15/12/1996 | El sexe amb els àngels         |
| 05/01/1997 | Fergie: negocis de princesa    |
| 12/01/1997 | Rebel.lió a les aules          |
| 19/01/1997 | Violadors, càstig o reinserció |
| 26/01/1997 | Any nou, règim vell            |
| 02/02/1997 | Mallorca, envoltada pel marc   |
| 09/02/1997 | Els pitjors conductors del món |
| 16/02/1997 | Donants involuntaris           |
| 23/02/1997 | L'herència de deng             |
| 02/03/1997 | El negre de banyoles           |
| 09/03/1997 | Parlen dels mercats            |
| 16/03/1997 | Retorn a les amèriques         |
| 23/03/1997 | Crònica d'una okupació         |
| 30/03/1997 | Amb la por al front            |
| 06/04/1997 | El paradís és sota...          |
| 13/04/1997 | El nou gulag                   |
| 20/04/1997 | Tor, la muntanya maleïda       |
| 27/04/1997 | Testimonis de resistència      |
| 04/05/1997 | Alumnes diferents              |
| 11/05/1997 | Històries de por               |
| 18/05/1997 | Llicència per torturar         |
| 25/05/1997 | Petits contra gegants          |
| 01/06/1997 | Vostè jutja                    |
| 15/06/1997 | Mar de fons                    |
| 22/06/1997 | L'ocàs dels simis              |
| 06/07/1997 | Waldenites                     |
| 13/07/1997 | Ultimàtum d'ermua              |
| 31/08/1997 | Lady di                        |

### 13a temporada (1997-98)
| 07/09/1997 | Treballant les festes           |
| 14/09/1997 | El llarg camí                   |
| 21/09/1997 | Combinat d'esperances           |
| 28/09/1997 | Els esclaus del volcà           |
| 05/10/1997 | Èrmua: radiografia d'un esperit |
| 12/10/1997 | Les núvies segrestades          |
| 19/10/1997 | Empresaris de viver             |
| 26/10/1997 | L'imperi fujimori               |
| 02/11/1997 | Àngels amb la cara bruta        |
| 09/11/1997 | Valencians: cosins o germans?   |
| 16/11/1997 | Morir per la terra              |
| 23/11/1997 | Tres parelles i un bebé         |
| 30/11/1997 | Operació giva                   |
| 07/12/1997 | L'eix                           |
| 21/12/1997 | Buscant el millor camí          |
| 28/12/1997 | Clausura de convents            |
| 04/01/1998 | La noia de singapur             |
| 01/03/1998 | Els nous gulags                 |
| 11/01/1998 | Gia: morir matant               |
| 18/01/1998 | Un malson americà               |
| 25/01/1998 | L'infern a casa                 |
| 01/02/1998 | Contents i enganyats            |
| 08/02/1998 | Qui paga, mata                  |
| 15/02/1998 | Dies d'un jutjat                |
| 22/02/1998 | Esclaus del comerç              |
| 08/03/1998 | Tabac que crema                 |
| 15/03/1998 | Procès a pinochet               |
| 22/03/1998 | Oli que bull                    |
| 29/03/1998 | El circ de l'alegria            |
| 05/04/1998 | Pares a temps parcial           |
| 12/04/1998 | Ötzi, l'home de la glacera      |
| 19/04/1998 | El viaje                        |
| 26/04/1998 | Vicki sherpa                    |
| 03/05/1998 | Em permet la documentació?      |
| 10/05/1998 | Doñana: un desastre anunciat    |
| 17/05/1998 | Ulster: dos camins cap a la pau |
| 24/05/1998 | La càrrega dels nens            |
| 31/05/1998 | Diana continua donant dividends |
| 07/06/1998 | El preu de la veritat           |
| 27/09/1998 | Maison rouge                    |
| 05/07/1998 | Terra noble                     |
| 12/07/1998 | La ruta secreta de la caoba     |
| 19/07/1998 | No tot és rock'n'roll           |

### 14a temporada (1998-99)
| 13/09/1998 | L'aventura del port             |
| 20/09/1998 | 70 hores de treva               |
| 04/10/1998 | De fora vingueren...            |
| 11/10/1998 | Esclaves dels talibans          |
| 18/10/1998 | Dilluns a guernica              |
| 01/11/1998 | Eta                             |
| 08/11/1998 | Xile: la segona transició       |
| 15/11/1998 | Mònica: un món a la mà          |
| 22/11/1998 | Tortura, més enllà del dolor    |
| 29/11/1998 | ¿café para todos?               |
| 06/12/1998 | L'últim dia de salvador allende |
| 13/12/1998 | Del roig al negre               |
| 27/12/1998 | Bancarrota a bankok             |
| 10/01/1999 | Ball de bastons                 |
| 03/01/1999 | Porquets valents                |
| 17/01/1999 | Malgrat el fang                 |
| 24/01/1999 | Dalí: l'últim retrat            |
| 31/01/1999 | Anar a buscar un fill           |
| 07/02/1999 | Les illes del guano             |
| 14/02/1999 | Bojos pel teatre                |
| 21/02/1999 | Kurds enmig del foc creurat     |
| 28/02/1999 | La força del vi                 |
| 07/03/1999 | El vel de la mort               |
| 14/03/1999 | Operació omega: cas tancat      |
| 21/03/1999 | Petites grans escoles           |
| 28/03/1999 | Kosovo: la vall de drenica      |
| 04/04/1999 | Milosevic, pas a pas            |
| 11/04/1999 | L'èxode                         |
| 18/04/1999 | Doñana: un any de polèmiques    |
| 25/04/1999 | Montenegro: màxima alerta       |
| 02/05/1999 | Interior fosc de kosovo         |
| 09/05/1999 | Els anys perduts                |
| 16/05/1999 | També més que un club           |
| 23/05/1999 | Formentera mentre dura la calma |
| 30/05/1999 | Amèrica xxl                     |
| 06/06/1999 | Lluny de kosovo                 |
| 20/06/1999 | Els últims dies de kosovo       |
| 27/06/1999 | Canvi climàtic                  |
| 04/07/1999 | Cowboys de l'asfalt             |
| 11/07/1999 | Viatge al planeta gil           |
| 21/07/1999 | Volem massa?                    |

### 15a temporada (1999-2000)
| 12/09/1999 | La guerra del sol/baralles pel sol                 |
| 19/09/1999 | Amb el cartell de complet                          |
| 26/09/1999 | Esperant el fill clònic                            |
| 03/10/1999 | Memoria de "playa esperanza"                       |
| 10/10/1999 | Corea del nord: el pais amagat (resum 2 reportatge |
| 24/10/1999 | Miralls de sobirania                               |
| 31/10/1999 | 41 bales                                           |
| 07/11/1999 | A l'altra banda del mur                            |
| 14/11/1999 | Retrobar kosovo                                    |
| 21/11/1999 | Diari després del foc                              |
| 28/11/1999 | El meu veí és un torturador                        |
| 05/12/1999 | Càmera oculta: la cara fosca de la moda            |
| 19/12/1999 | Drets humans: herois anònims                       |
| 02/01/2000 | Dins de txetxènia                                  |
| 09/01/2000 | El misteri dels mòbils                             |
| 16/01/2000 | Les altres ràdios                                  |
| 23/01/2000 | Caigut del cel                                     |
| 30/01/2000 | No sóc un violador                                 |
| 06/02/2000 | Camioners sota zero                                |
| 13/02/2000 | El ejido, en flames                                |
| 19/03/2000 | Els estats penals d'amèrica (presons i)            |
| 04/06/2000 | Metges sense fronteres                             |
| 09/04/2000 | Masovers urbans (ii) - la utopia possible          |
| 27/02/2000 | La república dels infants                          |
| 05/03/2000 | Finlàndia: el paradís de les dones?                |
| 20/02/2000 | Haider, l'home de les mil cares                    |
| 26/03/2000 | Segona oportunitat (presons ii)                    |
| 02/04/2000 | Masovers urbans (i)                                |
| 23/04/2000 | Aturar les bales                                   |
| 16/04/2000 | Els nens oblidats                                  |
| 30/04/2000 | Dret a matar                                       |
| 07/05/2000 | La lluita pels nens lama                           |
| 14/05/2000 | Parelles de tots colors                            |
| 21/05/2000 | Ni ofici ni benefici                               |
| 28/05/2000 | La ruta a pie de pato                              |
| 11/06/2000 | Marroc:els reptes d'un jove rei                    |
| 18/06/2000 | La salvació de trudy                               |
| 25/06/2000 | el viaje - també cap. 270                          |
| 02/07/2000 | A preu d'esclau                                    |
| 09/07/2000 | Tempesta sobre els parcs                           |
| 16/07/2000 | Bandolers d'autopista                              |
| 23/07/2000 | La batalla pel corall                              |

### 16a temporada (2000-2001)
| 10/09/2000 | La torre d'aràbia                                  |
| 17/09/2000 | Els nens perduts                                   |
| 24/09/2000 | Connectar-se al sol                                |
| 01/10/2000 | El naixement d'una òpera                           |
| 08/10/2000 | Atac cibernètic                                    |
| 22/10/2000 | Viatge a la terra d'"el negro"                     |
| 29/10/2000 | Forats a la xarxa                                  |
| 05/11/2000 | La frontera                                        |
| 12/11/2000 | Aigües turbulentes                                 |
| 19/11/2000 | Els últims morts de franco                         |
| 26/11/2000 | Paraules de pau                                    |
| 03/12/2000 | El preu de la memòria                              |
| 10/12/2000 | Déu, per bé o per mal                              |
| 24/12/2000 | L'home que era mama óssa                           |
| 07/01/2001 | cowboys de dublín                                  |
| 14/01/2001 | Els nens dels camions                              |
| 21/01/2001 | Els secrets de l'últim exiliat                     |
| 28/01/2001 | Pobresa: la lluita interminable                    |
| 29/03/2001 | Amnistia                                           |
| 25/04/2002 | Balgladesh: l'aigua que mata (emès dins 60 minuts) |
| 18/03/2001 | Fugint del futur                                   |
| 04/02/2001 | Solidaris fora de la llei                          |
| 11/02/2001 | Negoci de nadons                                   |
| 18/02/2001 | El 23-F, des de dins                               |
| 25/02/2001 | Terra, aigua i llum                                |
| 04/03/2001 | Occitània: el retorn d'en joan petit               |
| 11/03/2001 | Traficants d'animals                               |
| 25/03/2001 | Hollywood: allò que el vent ha portat              |
| 01/04/2001 | Dones d'un altre gènere                            |
| 08/04/2001 | Terra de llops                                     |
| 15/04/2001 | Kênia: la carretera de la mort                     |
| 22/04/2001 | El president oblidat                               |
| 06/05/2001 | El repte dels taliban                              |
| 20/05/2001 | Viure més de cent anys                             |
| 27/05/2001 | Operació condor: terror d'estat                    |
| 03/06/2001 | Irlanda del nord, cara i creu                      |
| 09/06/2001 | La fi del malson                                   |
| 17/06/2001 | Equador: 55 ptes/min.                              |
| 01/07/2001 | Una vida al teatre                                 |
| 08/07/2001 | Per damunt de tots                                 |
| 15/07/2001 | Amb feina i amb papers                             |
| 22/07/2001 | El càstig de la vergonya                           |

### 17a temporada (2001-2002)
| 09/09/2001 | Català-castellà:300 anys sense imposició?    |
| 16/09/2001 | Atac al cor d'amèrica                        |
| 23/09/2001 | Objectiu: l'afganistan                       |
| 30/09/2001 | Després dels atemptats                       |
| 07/10/2001 | La guerra del nou segle                      |
| 14/10/2001 | Paisatge abans de la batalla                 |
| 21/10/2001 | Guerra, patriotisme i por                    |
| 28/10/2001 | Al- jazzera: la cnn àrab                     |
| 04/11/2001 | L'amenaça biològica de bin laden             |
| 11/11/2001 | El país més tolerant                         |
| 18/11/2001 | Una guerra gens santa                        |
| 25/11/2001 | La caiguda de kabul                          |
| 02/12/2001 | Units o separats per la fe                   |
| 09/12/2001 | Vida després dels talibans                   |
| 23/12/2001 | Déus per la guerra, déus per la pau          |
| 13/01/2002 | Paraules contra el xoc                       |
| 20/01/2002 | Els nens perduts del franquisme              |
| 27/01/2002 | Els nens perduts del franquisme 2a part      |
|            | Jordi dueso (Regularitzat)                   |
| 25/04/2002 | Medicaments falsos (emès dins del 60 minuts) |
| 03/02/2002 | Palestina, el país captiu                    |
| 10/02/2002 | Argentina acorralada                         |
| 17/02/2002 | Jugars'hi el nas                             |
| 24/02/2002 | Al marge de la ciutat                        |
| 03/03/2002 | Els passatgers del vol 93                    |
| 10/03/2002 | Passió per gaudí                             |
| 17/03/2002 | Diners i principis                           |
| 24/03/2002 | Els milions de madonna                       |
| 31/03/2002 | Sense por                                    |
| 07/04/2002 | Un país a la presó                           |
| 14/04/2002 | Els nens esclaus                             |
| 21/04/2002 | Viudes: penes i penúries                     |
| 28/04/2002 | Israel, el país de la por                    |
| 04/05/2002 | Catalunya nord, la temptació de le pen       |
| 12/05/2002 | Gibraltar, espanyol?                         |
| 19/05/2002 | Milionari busca casa                         |
| 26/05/2002 | Veneçuela: la ressaca del cop                |
| 02/06/2002 | Energies en trànsit                          |
| 09/06/2002 | Ciutat, vella?                               |
| 16/06/2002 | Al-qaeda: l'organització invisible           |
| 23/06/2002 | Menorca: a cavall entre dues èpoques         |
| 30/06/2002 | Una mesquita a premià                        |
| 07/07/2002 | Deicideixo jo                                |

### 18a temporada (2002-2003)
| 08/09/2002 | 11-s+ 365 (un dia, un any)           |
| 15/09/2002 | Pànic al cel                         |
| 22/09/2002 | Els petits samurais                  |
| 29/09/2002 | Els secrets de l'estat saudita       |
| 06/10/2002 | Batasuna: fora de la llei            |
| 13/10/2002 | El negoci dels segrestos             |
| 20/10/2002 | La mina : punt zero                  |
| 27/10/2002 | El final de la cacera                |
| 03/11/2002 | El secret del bolet                  |
| 10/11/2002 | Víctimes de la transició             |
| 17/11/2002 | Jocs de matar                        |
| 24/11/2002 | Bandera negra                        |
| 01/12/2002 | Formació en joc                      |
| 08/12/2002 | Sense papers                         |
| 22/12/2002 | Galicia negra                        |
| 05/01/2003 | El misteri del milió de desapareguts |
| 12/01/2003 | La lògica de la fam                  |
| 19/01/2003 | A més de tres-cents                  |
| 09/02/2003 | Fills de dos mons (immigrants)       |
| 02/03/2003 | Les fosses del silenci 1             |
| 02/02/2003 | Els purins                           |
| 26/01/2003 | Contra la guerra                     |
| 16/02/2003 | España i la guerra                   |
| 23/02/2003 | Les proves del crim                  |
| 09/03/2003 | Les fosses del silenci 2             |
| 16/03/2003 | Després de saddam                    |
| 23/03/2003 | Escuts humans a bagdad               |
| 30/03/2003 | Déu beneeixi a amèrica               |
| 06/04/2003 | Els uns i els altres                 |
| 13/04/2003 | Bagdad, barcelona: guerra i pau      |
| 27/04/2003 | Una illa en el ciment                |
| 04/05/2003 | Recuperar la pau                     |
| 18/05/2003 | Pel camí de la pau                   |
| 01/06/2003 | Casablanca, el barri dels suicïdes   |
| 08/06/2003 | Sucre: les regles del joc            |
| 29/06/2003 | Nacions desunides                    |
| 06/07/2003 | Carta a los amigos que estan lejos   |
| 20/07/2003 | Una mansió al mar                    |
| 03/08/2003 | Austràlia: el corall amenaçat        |

### 19a temporada (2003-2004)
| 14/09/2003 | Amb dret a la llengua                    |
| 16/09/2003 | Amb dret a la llengua 2                  |
| 28/09/2003 | Escàndol al corral                       |
| 05/10/2003 | La conquesta de l'est                    |
| 19/10/2003 | Investigant per a Àfrica                 |
| 26/10/2003 | El preu de la victoria                   |
| 09/11/2003 | Barcelona, paradís de l'estafa           |
| 23/11/2003 | Guinea equatorial: la trampa del petroli |
| 30/11/2003 | Una epidèmia de pes                      |
| 07/12/2003 | 25 anys de consens                       |
| 21/12/2003 | Carrero Blanco : Sumari secret           |
| 04/01/2004 | El comboi dels 927                       |
| 11/01/2004 | Coacció a domicili                       |
| 18/01/2004 | Catalunya en boca d'espanya              |
| 08/02/2004 | Gossos sense sostre                      |
| 01/02/2004 | La treva enverinada                      |
| 29/02/2004 | Travessia cap a hollywood                |
| 21/03/2004 | 11-m. les incògnites                     |
| 28/03/2004 | P.h.n:últimes batalles                   |
| 04/04/2004 | Subvencions de naftalina                 |
| 11/04/2004 | UNA FAMILIA D''AL QAEDA                  |
| 18/04/2004 | Iraq: La intifada xiïta                  |
| 25/04/2004 | No vull sortir de la presó               |
| 02/05/2004 | Fòrum, la recta final                    |
| 09/05/2004 | Retrat de familia en blanc i negre       |
| 16/05/2004 | Barcelona:Paradís de l'estafa 2ª part    |
| 06/06/2004 | Mercat de valors                         |
| 20/06/2004 | La vergonya de les tortures              |
| 04/07/2004 | L'estiu dels milionaris                  |
| 27/07/2004 | Toros si, toros no                       |

### 20a temporada (2004-2005)
| 12/09/2004 | Costa Brava, costa heretada           |
| 26/09/2004 | Teories de conspiració                |
| 19/09/2004 | Impunitat sobre rodes?                |
| 03/10/2004 | Dins "LA MODEL"                       |
| 10/10/2004 | Convivint amb la fam                  |
| 17/10/2004 | El Mediterrani; la mar de conflictes  |
| 24/10/2004 | Murs                                  |
| 31/10/2004 | Estats units, el mon pendent          |
| 07/11/2004 | Els nens miracle                      |
| 14/11/2004 | Més enllà de l'armari                 |
| 21/11/2004 | Guerrers per llogar                   |
| 28/11/2004 | Els reptes de Lula                    |
| 05/12/2004 | Travessia clandestina                 |
| 12/12/2004 | AFRICA ANAR I TORNAR                  |
| 02/01/2005 | GOSSOS MILIONARIS                     |
| 16/01/2005 | TOTXOS BLANCS                         |
| 23/01/2005 | El poder i la ira                     |
| 24/04/2005 | LLUIS ESPINAL- Un màrtir incòmode     |
| 13/03/2005 | L'amic americà cap 1                  |
| 13/02/2005 | Els nous puritans                     |
| 30/01/2005 | El dilema kurd                        |
| 06/02/2005 | Un gran forat                         |
| 27/03/2005 | El robatori del segle                 |
| 09/01/2005 | SOBREVIURE AL TSUNAMI                 |
| 27/02/2005 | Tocar fons                            |
| 06/03/2005 | 11M LES VÍCTIMES                      |
| 20/03/2005 | L'amic americà cap. 2                 |
| 10/04/2005 | El perill neonazi                     |
| 01/05/2005 | Ravensbrück, l'infern de les dones    |
| 08/05/2005 | El Llobregat: un riu cansat 1ª part   |
| 22/05/2005 | El Llobregat: un riu cansat (2a part) |
| 05/06/2005 | CONTRA RELLOTGE                       |
| 12/06/2005 | TROBAR PIS                            |
| 16/04/2006 | Somnis milionaris                     |
| 26/06/2005 | El secret de la piràmide              |
| 03/07/2005 | La gran sequera                       |
| 17/07/2005 | L'ÚLTIMA ESPERANÇA DE PACO            |
| 24/07/2005 | Lloret, el repte del canvi            |

### 21a temporada (2005-2006)
| 18/09/2005 | COMENÇAR DE NOU                              |
| 11/09/2005 | Després de l'huracà                          |
| 02/10/2005 | Somnis turcs                                 |
| 09/10/2005 | PROFUNDAMENT CURISOSOS                       |
| 16/10/2005 | Bebès per catàleg                            |
| 23/10/2005 | Armes a les urnes                            |
| 04/12/2005 | POUM: UNA VIDA PER L'UTOPIA                  |
| 30/10/2005 | El virus amenaçador                          |
| 20/11/2005 | Franco visita Catalunya                      |
| 27/11/2005 | MONS A PART                                  |
| 11/12/2005 | CAPAÇOS DE TOT                               |
| 08/01/2006 | L'ALTRA CARA DEL SOMNI                       |
| 03/07/2007 | BANDES JUVENILS(emès dins 60', cap.893)      |
| 01/01/2006 | LA FÀBRICA DE REINES                         |
| 19/03/2006 | Euskadi: la pau en joc                       |
| 12/03/2006 | EL FOTÒGRAF DE L'ÈXODE                       |
| 29/01/2006 | Franco visita Catalunya (segona part)        |
| 15/01/2006 | L'espai en venda                             |
| 22/01/2006 | El Carmel: ara fa un any                     |
| 05/02/2006 | Malsons de l'Iraq                            |
| 12/02/2006 | Rebel.lió a les aules                        |
| 19/02/2006 | Juárez: crims sense resposta                 |
| 26/02/2006 | Suspens a l'educació                         |
| 05/03/2006 | LA BOQUERIA, UN MERCAT RETRATAT              |
| 26/03/2006 | ALTO EL FOC: PRIMERES HORES                  |
| 23/04/2006 | LÍFTING AL SOL                               |
|            | TOR: LA MUNT. MALEÏDA(Cap.227)               |
| 09/04/2006 | ELS VOLS SECRETS DE LA CIA                   |
| 17/09/2006 | URANI EMPOBRIT: UNA ARMA DE DOBLE TALL       |
| 07/05/2006 | CODI COLOM                                   |
| 14/05/2006 | El valor d'un paisatge                       |
| 18/07/2006 | RAMON PERERA, L'HOME QUE VA SALVAR BARCELONA |
| 15/10/2006 | JOC BRUT EN EL FUTBOL                        |
| 30/04/2006 | SEGRESTOS AL FUTBOL                          |
| 28/05/2006 | L'AMENAÇA DEL CIMENT                         |
| 04/06/2006 | LES RAONS DE BOLÍVIA                         |
| 21/05/2006 | L'HOTEL DE LES ESTRELLES                     |
| 25/06/2006 | EIVISSA: DE L'AMOR A LA GUERRA               |
| 23/06/2006 | MARROC: AL RITME DE LA PARAULA               |
|            | LLEIDA: EL CAMÍ DE LA FRUITA                 |
| 02/07/2006 | EL VIATGE MÉS IMPORTANT                      |
| 09/07/2006 | MALDIVES DE SIS ESTRELLES                    |
| 30/07/2006 | A PUNT DEL DESASTRE CLIMÀTIC                 |

### 28a temporada (2012-13)
| Núm Prog. | Núm Temp. | Títol                                      | Un reportatge de...                                                                         | Data d'emissió         | Espectadors | Share |
| --------- | --------- | ------------------------------------------ | ------------------------------------------------------------------------------------------- | ---------------------- | ----------- | ----- |
|           | 0         | Pròxima temporada 2012 (Programa especial) | —                                                                                           | 2 de setembre de 2012  | 379 000     | 14,5% |
|           | 1         | Entrevistes abans de l'execució            | Robin Newell                                                                                | 9 de setembre de 2012  | 457 000     | 16,6% |
|           | 2         | Un toc d'atenció                           | Blanca de la Torre i Lurdes Guiteras                                                        | 16 de setembre de 2012 | 541 000     | 16,2% |
|           | 3         | El càstig de la humiliació                 | Olivier Pighetti                                                                            | 23 de setembre de 2012 | 498 000     | 16,0% |
|           | 4         | Sobreviure a l'N-II                        | Marta Gibert i Ramon Vallès                                                                 | 30 de setembre de 2012 | 519 000     | 15,5% |
|           | 5         | Què va matar Arafat?                       | Clayton Swisher                                                                             | 14 d'octubre de 2012   | 365 000     | 11,1% |
|           | 6         | Sota el setge                              | Ricard Garcia Vilanova                                                                      | 28 d'octubre de 2012   | 357 000     | 10,9% |
|           | 7         | La independència, pas a pas                | Santiago Torres i Ramon Vallès                                                              | 4 de novembre de 2012  | 750 000     | 22,3% |
|           | 8         | Rasquera: què fem amb la marihuana?        | Santiago Torres i Lluís Montserrat                                                          | 11 de novembre de 2012 | 434 000     | 12,4% |
|           | 9         | Atenció, peatge!                           | Esther Llauradó, Mireia Pigrau i David Bou                                                  | 2 de desembre de 2012  | 582 000     | 15,8% |
|           | 10        | No pensi, compri!                          | Benoît Bringer                                                                              | 9 de desembre de 2012  | 581 000     | 17,3% |
|           | 11        | Do you speak English?                      | Roser Oliver i Lluís Jené                                                                   | 23 de desembre de 2012 | 567 000     | 18,2% |
|           | 12        | I la tele, l'ordinador i el mòbil, on van? | Jean-Daniel Bohnenblust et Marie-Laure Widmer Baggiolini                                    | 13 de gener de 2013    | 439 000     | 13,3% |
|           | 13        | Ciència amb comptagotes                    | Blanca de la Torre i Sara Segarra                                                           | 20 de gener de 2013    | 411 000     | 12,4% |
|           | 14        | Competir compartint                        | Ramon Anglès, Jordi Regàs i Lourdes Guiteras                                                | 27 de gener de 2013    | 544 000     | 15,8% |
|           | 15        | La guerra de França                        | Anouk Burel, Alexandra Deniau, Jean-Marc Nouck Nouck i Pierre-Jean Perrin                   | 10 de febrer de 2013   | 359 000     | 10,6% |
|           | 16        | Un rebut amb poca llum                     | Ignasi Gallart i Lluís Montserrat                                                           | 17 de febrer de 2013   | 486 000     | 14,1% |
|           | 17        | Justícia en efectiu                        | Blanca de la Torre i Joan Ramon Anguera                                                     | 24 de febrer de 2013   | 337 000     | 9,9%  |
|           | 18        | Made in China                              | Anne Poiret, Jade Lei i Antoine Demone                                                      | 3 de març de 2013      | 606 000     | 17,5% |
|           | 19        | Negre                                      | Dani Sala i Núria Sala                                                                      | 10 de març de 2013     | 518 000     | 15,0% |
|           | 20        | Efecte Mides: la febre de l'or             | Iorgos Avgeropoulos                                                                         | 17 de març de 2013     | 412 000     | 12,4% |
|           | 21        | Rescat a l'esquí                           | Esther Llauradó                                                                             | 24 de març de 2013     | 467 000     | 14,4% |
|           | 22        | Territori Al-Qaeda                         | Gaith Abdul-Ahad i Safa al-Ahmad                                                            | 31 de març de 2013     | 214 000     | 8,4%  |
|           | 23        | Pagès de dia, sometent de nit              | Ramon Anglès i Lluís Jené                                                                   | 7 d'abril de 2013      | 501 000     | 14,5% |
|           | 24        | Els intocables                             | Martin Smith                                                                                | 14 d'abril de 2013     | 337 000     | 10,5% |
|           | 25        | Si un sol alumne ho demana                 | Roser Oliver                                                                                | 21 d'abril de 2013     | 590 000     | 16,6% |
|           | 26        | Nens robats                                | Edgar Wolf                                                                                  | 28 d'abril de 2013     | 393 000     | 11,1% |
|           | 27        | Els espies que van enganyar el món         | Peter Taylor                                                                                | 5 de maig de 2013      | 324 000     | 10,1% |
|           | 28        | El Senat: per a què serveix?               | Santiago Torres i Ramon Vallès                                                              | 12 de maig de 2013     | 345 000     | 10,0% |
|           | 29        | Assajos clínics "low cost"                 | Grégoire Lelong, Romane Mozliwy, Amélie Drallag, Christelle Chabaud i Laurène Bosc          | 19 de maig de 2013     | 406 000     | 12,9% |
|           | 30        | Teixint el futur                           | Ramon Anglès i Lluís Jené                                                                   | 2 de juny de 2013      | 504 000     | 15,2% |
|           | 31        | Penjats @ Internet                         | Genís Cormand i Lluís Montserrat                                                            | 16 de juny de 2013     | 424 000     | 13,9% |
|           | 32        | Qui és Beppe Grillo?                       | Mathilde Pasinetti, Mathieu Niewenglowski, Vania Ventalon, Jean-Paul Bosch i Manuel Guillon | 23 de juny de 2013     | 163 000     | 9,1%  |
|           | 33        | Silenci..., es roda?                       | Blanca de la Torre i Joan Ramón Anguera                                                     | 30 de juny de 2013     | 412 000     | 13,3% |
|           | 34        | Terra cremada                              | Mercè Sibina i Jordi Simon                                                                  | 7 de juliol de 2013    | 389 000     | 14,0% |

### 29a temporada (2013-14)
| Núm Prog. | Núm Temp. | Títol                             | Un reportatge de...                                           | Data d'emissió         | Espectadors | Share |
| --------- | --------- | --------------------------------- | ------------------------------------------------------------- | ---------------------- | ----------- | ----- |
|           | 1         | L'estelada, un símbol provisional | Santiago Torres i Ramon Vallès                                | 8 de setembre de 2013  | 747 000     | 24,2% |
|           | 2         | 400 km                            | Equip de "30 minuts"                                          | 15 de setembre de 2013 | 905 000     | 27,5% |
|           | 3         | La batalla d'Alep                 | Camille Courcy                                                | 22 de setembre de 2013 | 438 000     | 14,0% |
|           | 4         | Conviure amb el turisme           | Jordi Regàs i Mireia Pigrau                                   | 29 de setembre de 2013 | 519 000     | 16,1% |
|           | 5         | ILP, participació limitada        | Esther Llauradó                                               | 13 d'octubre de 2013   | 429 000     | 13,2% |
|           | 6         | El dilema d'Escòcia               | Michael Unger, Brendan O'Hara, Olivier Besson i Anne Rigollet | 20 d'octubre de 2013   | 567 000     | 17,4% |
|           | 7         | Me'n vaig al camp                 | Ramón Anglès i Joan Ramón Anguera                             | 27 d'octubre de 2013   | 401 000     | 12,0% |
|           | 8         | El país dels "minijobs"           | Françoise Weilhammer i Florence Fernex                        | 3 de novembre de 2013  | 429 000     | 12,3% |
|           | 9         | El coratge de Malala              | Mishal Husain                                                 | 10 de novembre de 2013 | 341 000     | 10,2% |
|           | 10        | Vida de ferralla                  | Eduard Sanjuán i Lluís Montserrat                             | 24 de novembre de 2013 | 411 000     | 11,9% |
|           | 11        | JFK, cas pendent                  | Rushmore DeNooyer                                             | 1 de desembre de 2013  | 439 000     | 13,1% |
|           | 12        | Rússia: un nou Gulag?             | Madeleine Leroyer i Elise Menand                              | 8 de desembre de 2013  | 464 000     | 14,3% |
|           | 13        | Els nous okupes                   | Esther Llauradó                                               | 22 de desembre de 2013 | 449 000     | 14,4% |
|           | 14        | Exportistes                       | Santiago Torres                                               | 19 de gener de 2014    | 537 000     | 15,3% |
|           | 15        | Barcelona, any 39: arriba Franco  | Jordi Regàs i Mireia Pigrau                                   | 26 de gener de 2014    | 528 000     | 15,4% |
|           | 16        | El catalans de Guinea             | Antoni d'Armengol i Lluís Jené                                | 9 de febrer de 2014    | 443 000     | 13,0% |
|           | 17        | Viure en una gàbia                | Anouk Burel i Didier Dahan                                    | 23 de febrer de 2014   | 303 000     | 8,5%  |
|           | 18        | Viquipedistes                     | Ramon Anglès i Ramon Millà                                    | 2 de març de 2014      | 253 000     | 7,9%  |
|           | 19        | La guerra secreta d'Obama         | Benoit Bringer i Jean-Baptiste Renaud                         | 9 de març de 2014      | 302 000     | 8,9%  |
|           | 20        | El Dilema de Crimea               | Jordi Regàs i Mireia Pigrau                                   | 16 de març de 2014     | 379 000     | 10,8% |
|           | 21        | Invasors                          | Joanna Pardos i Sílvia Berbís                                 | 30 de març de 2014     | 430 000     | 13,0% |
|           | 22        | L'estat secret                    | James Jones                                                   | 13 d'abril de 2014     | 406 000     | 12,5% |
|           | 23        | Avortament, dret a decidir?       | Esther Llauradó                                               | 27 d'abril de 2014     | 287 000     | 9,2%  |
|           | 24        | La nostra fàbrica "low cost"      | Franck Vrignon                                                | 4 de maig de 2014      | 503 000     | 15,3% |
|           | 25        | Después de Dios, Muñoz            | Roser Oliver                                                  | 11 de maig de 2014     | 603 000     | 18,2% |
|           | 26        | La travessia de l'infern          | Camille Courcy i Olivier Azpitarte                            | 18 de maig de 2014     | 365 000     | 10,1% |
|           | 27        | Pacients en espera                | Ramon Anglès, Sandra Rierola i David Roig                     | 1 de juny de 2014      | 546 000     | 15,6% |
|           | 28        | Eclipsi solar                     | Santiago Torres i Ramon Vallès                                | 15 de juny de 2014     | 566 000     | 17,3% |
|           | 29        | El terror de Boko Haram           | Nicolas Bertrand i Régis Mathé                                | 22 de juny de 2014     | 337 000     | 13,4% |
|           | 30        | Aixecant el vol                   | Ricard Rafegas i Ramon Millà                                  | 29 de juny de 2014     | 463 000     | 14,9% |

### 30a temporada (2014-15)
| Núm. total     | Núm. de la temporada | Títol                                | Direcció                                                                  | Data d'emissió original | Espectadors (milions) | Quota de pantalla |
| -------------- | -------------------- | ------------------------------------ | ------------------------------------------------------------------------- | ----------------------- | --------------------- | ----------------- |
| Sense anunciar | 1                    | «Goodbye Scotland?»                  | Carles Costa                                                              | 7 de setembre de 2014   | 509.000               | 18,5%             |
| Sense anunciar | 2                    | «L'Assemblea, un retrat»             | Santiago Torres i Ramon Vallès                                            | 14 de setembre de 2014  | 876.000               | 27,5%             |
| Sense anunciar | 3                    | «Separats i desiguals»               | Frank Koughan i Mary Robertson                                            | 21 de setembre de 2014  | 320.000               | 10,4%             |
| Sense anunciar | 4                    | «CIE, presó administrativa»          | Xavier Montanyà i Antonio Cortés                                          | 28 de setembre de 2014  | 370.000               | 10,4%             |
| Sense anunciar | 5                    | «Bojos per córrer»                   | Ramon Anglès, Walter Ojeda i David Roig                                   | 5 d'octubre de 2014     | 675.000               | 19,4%             |
| Sense anunciar | 6                    | «A l'epicentre de l'Ebola»           | Pascal Magnin i Maria Mascaró                                             | 12 d'octubre de 2014    | 575.000               | 17,4%             |
| Sense anunciar | 7                    | «Èxodes»                             | Jordi Regàs i Mireia Pigrau                                               | 19 d'octubre de 2014    | 332.000               | 10,3%             |
| Sense anunciar | 8                    | «Catalunya a la russa»               | Esther Llauradó i Sara Segarra                                            | 26 d'octubre de 2014    | 513.000               | 15,3%             |
| Sense anunciar | 9                    | «Benvinguts al 9N»                   | Ramon Anglès i Víctor Díaz Solé                                           | 16 de novembre de 2014  | 635.000               | 18,2%             |
| Sense anunciar | 10                   | «Passi per caixa»                    | Mireia Prats i Lluís Montserrat                                           | 23 de novembre de 2014  | 458.000               | 13,4%             |
| Sense anunciar | 11                   | «12.19, temps de silenci»            | Vicente Sanz i Jesús Moreno                                               | 30 de novembre de 2014  | 378.000               | 11,5%             |
| Sense anunciar | 12                   | «La màfia tòxica»                    | Mathilde Pasinetti i Matthieu Birden                                      | 7 de desembre de 2014   | 390.000               | 12,8%             |
| Sense anunciar | 13                   | «Ciutadans sota vigilància»          | Martin Smith                                                              | 21 de desembre de 2014  | 426.000               | 13,0%             |
| Sense anunciar | 14                   | «Videojocs, la seducció imparable»   | Patrick Leger i Jean-Daniel Bohnenblust                                   | 11 de gener de 2015     | 420.000               | 13,2%             |
| Sense anunciar | 15                   | «L'ascens d'Estat Islàmic»           | Martin Smith i Linda Hirsch                                               | 11 de gener de 2015     | 420.000               | 13,2%             |
| Sense anunciar | 16                   | «Castor, un negoci rodó?»            | Santiago Torres i Ramon Vallès                                            | 18 de gener de 2015     | 518.000               | 14,5%             |
| Sense anunciar | 17                   | «Bullying»                           | Roser Oliver i Lluís Armengol                                             | 25 de gener de 2015     | 566.000               | 16,5%             |
| Sense anunciar | 18                   | «A la recerca del paradís»           | Anna Teixidor, Marc Faro i Lluís Montserrat                               | 15 de febrer de 2015    | 500.000               | 14,3%             |
| Sense anunciar | 19                   | «Grècia, en coma sanitari»           | Elise le Guevel, Mathieu Dreujou i Frédérique Prigent                     | 22 de febrer de 2015    | 398.000               | 12,3%             |
| Sense anunciar | 20                   | «Un de cada quatre»                  | Esther Llauradó i Víctor Díaz                                             | 1 de març de 2015       | 519.000               | 15,3%             |
| Sense anunciar | 21                   | «Precaris»                           | Ramon Anglès i Mireia Pigrau                                              | 15 de març de 2015      | 495.000               | 15,0%             |
| Sense anunciar | 22                   | «Rodejats per Estat Islàmic»         | Xavier Muntz                                                              | 22 de març de 2015      | 306.000               | 10,4%             |
| Sense anunciar | 23                   | «Violada i condemnada»               | David Logan i Surabhi Tandon                                              | 29 de març de 2015      | 381.000               | 12,2%             |
| Sense anunciar | 24                   | «Suïcidi, la mort evitable»          | Jordi Regàs i Sara Segarra                                                | 12 d'abril de 2015      | 344.000               | 10,4%             |
| Sense anunciar | 25                   | «On són les abelles?»                | Pietro Boschetti i Jean-Bernard Menoud                                    | 19 d'abril de 2015      | 364.000               | 10,4%             |
| Sense anunciar | 26                   | «Ni vius ni morts»                   | Roser Oliver i Lluís Armengol                                             | 26 d'abril de 2015      | 410.000               | 12,5%             |
| Sense anunciar | 27                   | «El poder de les armes»              | Michael Kirk                                                              | 3 de maig de 2015       | 321.000               | 9,9%              |
| Sense anunciar | 28                   | «Al rescat del naufragi»             | Chiara Sambuchi                                                           | 10 de maig de 2015      | 306.000               | 9,7%              |
| Sense anunciar | 29                   | «El cos del delicte»                 | Fàtima Llambrich, Guillem Prieto i Lluís Montserrat                       | 17 de maig de 2015      | 344.000               | 10,6%             |
| Sense anunciar | 30                   | «El viatge de Shetraj»               | Clément Gargoullaud, Camille Le Pomellec, Ludovic Gaillard i Bhojraj Bhat | 31 de maig de 2015      | 293.000               | 9,7%              |
| Sense anunciar | 31                   | «Desmuntant Laietana»                | Joan Salicrú, Jordi Rovira i Ariadna Vázquez                              | 14 de juny de 2015      | 352.000               | 10,7%             |
| Sense anunciar | 32                   | «FIFA: el preu del futbol»           | Robert Kempe, Jochen Leufgens, Florian Bauer i Daniel Hechler             | 21 de juny de 2015      | 475.000               | 16,5%             |
| Sense anunciar | 33                   | «El dinar de La Camarga»             | Santiago Torres i Ramon Vallès                                            | 28 de juny de 2015      | 456.000               | 17,9%             |
| Sense anunciar | 34                   | «Construcció, zona zero»             | Ramon Anglès i Víctor Díaz                                                | 5 de juliol de 2015     | 333.000               | 12,7%             |
| Sense anunciar | 35                   | «Injecció letal»                     | Pierre Monegier, Mathias Barrois, Lou Krikorian i Emmanuel Lejeune        | 12 de juliol de 2015    | 289.000               | 10,6%             |
| Sense anunciar | 36                   | «L'Orquestra Plateria, una història» | Santiago Torres i Ramon Vallès                                            | 19 de juliol de 2015    | 347.000               | 13,9%             |

### 33a temporada (2017-18)
| Núm. total     | Núm. de la temporada | Títol                               | Direcció                                                                                | Data d'emissió original | Espectadors (milions) | Quota de pantalla |
| -------------- | -------------------- | ----------------------------------- | --------------------------------------------------------------------------------------- | ----------------------- | --------------------- | ----------------- |
| Sense anunciar | 1                    | «No tinc por!»                      | Ignasi Gallart, Jordi Regàs, Fàtima Llambrich i Sara Segarra                            | 20 d'agost de 2017      | Sense determinar      | Sense anunciar    |
| Sense anunciar | 2                    | «Entre els nostres»                 | Anna Teixidor, Esther Llauradó, Sara Segarra i Víctor Díaz                              | 17 de setembre de 2017  | 432.000               | 14,8%             |
| Sense anunciar | 3                    | «Setge al referèndum»               | Santiago Torres i Ramon Vallès                                                          | 24 de setembre de 2017  | Sense determinar      | Sense anunciar    |
| Sense anunciar | 4                    | «Els dies clau»                     | Genís Cormand, Ignasi Gallart, Víctor Díaz i Joan Albert Lluch                          | 8 d'octubre de 2017     | 799.000               | 25,5%             |
| Sense anunciar | 5                    | «Persones no humanes»               | Lluís Jené                                                                              | 15 d'octubre de 2017    | Sense determinar      | Sense anunciar    |
| Sense anunciar | 6                    | «Revolució Russa: 100 anys després» | Manel Alías                                                                             | 22 d'octubre de 2017    | Sense determinar      | Sense anunciar    |
| Sense anunciar | 7                    | «Vigilants espacials»               | Mark Corcoran                                                                           | 29 d'octubre de 2017    | Sense determinar      | Sense anunciar    |
| Sense anunciar | 8                    | «La fam de la guerra»               | Grégory Roudier, Stéphanie Coudurier, Claudie Aubinais, Virginie Letendre i Nils Montel | 5 de novembre de 2017   | Sense determinar      | Sense anunciar    |
| Sense anunciar | 9                    | «Catalunya: afer exterior»          | Genís Cormand i Ramon Vallès                                                            | 12 de novembre de 2017  | Sense determinar      | Sense anunciar    |
| Sense anunciar | 10                   | «Causa General?»                    | Ignasi Gallart i Carles Señalada                                                        | 19 de novembre de 2017  | Sense determinar      | Sense anunciar    |
| Sense anunciar | 11                   | «El negoci de la sang»              | Marie Maurisse, François Pilet i Pierre Monnard                                         | 26 de desembre de 2017  | Sense determinar      | Sense anunciar    |
| Sense anunciar | 12                   | «Plegar la manta»                   | Sònia Calvó Carrió i João França                                                        | 3 desembre de 2017      | Sense determinar      | Sense anunciar    |
| Sense anunciar | 13                   | «La fi dels antibiòtics»            | Jordi Regàs i Sara Segarra                                                              | 7 de gener de 2018      | Sense determinar      | Sense anunciar    |
| Sense anunciar | 14                   | «L'Emma vol viure»                  | Jessica Villerius                                                                       | 14 de gener de 2018     | Sense determinar      | Sense anunciar    |
| Sense anunciar | 15                   | «El mur de Trump»                   | Hilary Andersson                                                                        | 21 de gener de 2018     | Sense determinar      | Sense anunciar    |
| Sense anunciar | 16                   | «Mercats oberts»                    | Tana Collados i Víctor Díaz                                                             | 4 de febrer de 2018     | Sense determinar      | Sense anunciar    |
| Sense anunciar | 17                   | «L'ombra de Chávez»                 | François Cardona, Vicent Rimbaux i Sébastien Daguerressar                               | 11 de febrer de 2018    | Sense determinar      | Sense anunciar    |
| Sense anunciar | 18                   | «Es-Satty, retrat d'un impostor»    | Anna Teixidor, Carles Señalada i Marc Faro                                              | 18 de febrer de 2018    | 423.000               | 13,9%             |
| Sense anunciar | 19                   | «Genocidi a Birmània»               | Nicolas Bertrand i Thomas Donzelle                                                      | 25 de febrer de 2018    | Sense determinar      | Sense anunciar    |
| Sense anunciar | 20                   | «Pantalles addictives»              | Paul Moreira i Adèle Flaux                                                              | 4 de març de 2018       | Sense determinar      | Sense anunciar    |
| Sense anunciar | 21                   | «No és no»                          | Esther Llauradó i Jordi Zorrilla                                                        | 11 de març de 2018      | Sense determinar      | Sense anunciar    |
| Sense anunciar | 22                   | «Els nens perduts del Califat»      | Sofia Amara                                                                             | 18 de març de 2018      | Sense determinar      | Sense anunciar    |
| Sense anunciar | 23                   | «Fora de tot: els sensellar»        | Georgina Pujol i Joan Albert Lluch                                                      | 8 d'abril de 2018       | Sense determinar      | Sense anunciar    |
| Sense anunciar | 24                   | «I ara, què?»                       | Toni d'Armengol i Carles Señalada                                                       | 22 d'abril de 2018      | Sense determinar      | Sense anunciar    |
| Sense anunciar | 25                   | «Robots»                            | Martin Mischi i Vincent Lepreux                                                         | 29 d'abril de 2018      | Sense determinar      | Sense anunciar    |
| Sense anunciar | 26                   | «La revenja de Putin»               | Michael Kirk                                                                            | 6 de maig de 2018       | Sense determinar      | Sense anunciar    |
| Sense anunciar | 27                   | «ETA, els últims dies»              | Genís Cormand, Carles Solà, Joan Albert Lluch i Carles de la Encarnación                | 13 de maig de 2018      | Sense determinar      | Sense anunciar    |
| Sense anunciar | 28                   | «El preu de volar low-cost»         | Jan Schmitt, Georg Wellmann i Thomas Kramer                                             | 20 de maig de 2018      | Sense determinar      | Sense anunciar    |
| Sense anunciar | 29                   | «Arriba España»                     | Jordi Regàs i Sara Segarra                                                              | 27 de maig de 2018      | Sense determinar      | Sense anunciar    |
| Sense anunciar | 30                   | «Hackers 1-O»                       | Mariona Bassa i Víctor Díaz                                                             | 10 de juny de 2018      | 606.000               | 21,3%             |
| Sense anunciar | 31                   | «L'Oficina 39»                      | Marjolaine Grappe                                                                       | 17 de juny de 2018      | Sense determinar      | Sense anunciar    |
| Sense anunciar | 32                   | «Immortals?»                        | Ignasi Gallart i Txus Muñoz                                                             | 24 de juny de 2018      | Sense determinar      | Sense anunciar    |
| Sense anunciar | 33                   | «Una mesquita al costat de casa»    | Esther Llauradó i Jordi Zorrilla                                                        | 15 de juliol de 2018    | Sense determinar      | Sense anunciar    |
| Sense anunciar | 34                   | «Ni oblit ni perdó»                 | Lars Feldballe-Petersen                                                                 | 22 de juliol de 2018    | Sense determinar      | Sense anunciar    |

### 34a temporada (2018-19)
| Núm. total     | Núm. de la temporada | Títol                                 | Direcció                                                                       | Data d'emissió original |
| -------------- | -------------------- | ------------------------------------- | ------------------------------------------------------------------------------ | ----------------------- |
| Sense anunciar | 1                    | «Mar de dolor, mar d'esperança»       | Estephan Wagner i Marianne Hougen-Moraga                                       | 9 de setembre de 2018   |
| Sense anunciar | 2                    | «Propera parada, Rodalies»            | Joan Salicrú                                                                   | 16 de setembre de 2018  |
| Sense anunciar | 3                    | «Or verd»                             | Anne-Fleur Delaistre                                                           | 23 de setembre de 2018  |
| Sense anunciar | 4                    | «Marcats per l'1 d'octubre»           | Genís Cormand i Sara Segarra                                                   | 30 de setembre de 2018  |
| Sense anunciar | 5                    | «Cervesa artesana: ReEvolució»        | Miquel Piris                                                                   | 14 d'octubre de 2018    |
| Sense anunciar | 6                    | «Témer la policia»                    | Sébastien Gilles                                                               | 21 d'octubre de 2018    |
| Sense anunciar | 7                    | «Plastificats»                        | Jordi Regàs i Joan Albert Lluch                                                | 28 d'octubre de 2018    |
| Sense anunciar | 8                    | «Brexit, l'última frontera»           | Christian Frey                                                                 | 4 de novembre de 2018   |
| Sense anunciar | 9                    | «Menors lluny de cas»                 | Josep T. París                                                                 | 18 de novembre de 2018  |
| Sense anunciar | 10                   | «Educar sota sospita»                 | Mariona Bassa i Víctor Diaz                                                    | 25 de novembre de 2018  |
| Sense anunciar | 11                   | «La glacera del Saúl»                 | Christian Jentzsch                                                             | 9 de desembre de 2018   |
| Sense anunciar | 12                   | «D'on ve el que mengem»               | Ignasi Gallart i Sara Segarra                                                  | 13 de gener de 2019     |
| Sense anunciar | 13                   | «Salvini: ultres a l'assalt d'Europa» | Julie Peyrard i Natalia Rodriguez Perez                                        | 20 de gener de 2019     |
| Sense anunciar | 14                   | «Sabem acollir?»                      | Esther Llauradó i Txus Muñoz                                                   | 3 de febrer de 2019     |
| Sense anunciar | 15                   | «Són segures les meves drogues?»      | B. Traits i Steph Atkinson                                                     | 10 de febrer de 2019    |
| Sense anunciar | 16                   | «Sense batec»                         | Irene Blay i Jordi Zorrilla                                                    | 24 de febrer de 2019    |
| Sense anunciar | 17                   | «Fugir per viure»                     | Sophie Mcneill                                                                 | 3 de març de 2019       |
| Sense anunciar | 18                   | «El sexe ignorat»                     | Mariona Bassa i Txus Navarro                                                   | 10 de març de 2019      |
| Sense anunciar | 19                   | «Salvar la Costa Brava»               | Jordi Regàs i Marc Rodríguez                                                   | 17 de març de 2019      |
| Sense anunciar | 20                   | «Viure de renda... bàsica»            | Georgina Pujol i Víctor Díaz                                                   | 31 de març de 2019      |
| Sense anunciar | 21                   | «Aïllament: la presó dins la presó»   | Sònia Calvó Carrió i João França                                               | 7 d'abril de 2019       |
| Sense anunciar | 22                   | «Compte enrere cap al Brexit»         | Esther Llauradó i Marc Rodríguez Puig                                          | 14 d'abril de 2019      |
| Sense anunciar | 23                   | «El dia dels connectats»              | Carles Bosch, Nabil Bellahsene, Elvira Gálvez, Sara Rancaño i José M. Restrepo | 21 d'abril de 2019      |
| Sense anunciar | 24                   | «Víctimes de l'oli de palma»          | Indra Jati i Dandhy laksono                                                    | 5 de maig de 2019       |
| Sense anunciar | 25                   | «Curar-se en salut»                   | Ignasi Gallart i Joan Carles Calvera                                           | 12 de maig de 2019      |
| Sense anunciar | 26                   | «L'interrogatori»                     | Laurent Richard                                                                | 19 de maig de 2019      |
| Sense anunciar | 27                   | «El Brasil més ultra»                 | François Cardona                                                               | 2 de juny de 2019       |
| Sense anunciar | 28                   | «Això era casa meva»                  | Xavier Segura                                                                  | 9 de juny de 2019       |
| Sense anunciar | 29                   | «Entre togues. 52 dies al Suprem»     | Ariadna Oltra Martí i Sara Segarra Vidal                                       | 16 de juny de 2019      |
| Sense anunciar | 30                   | «Llenguaferits»                       | Mariona Bassa i Víctor Díaz                                                    | 30 de juny de 2019      |
| Sense anunciar | 31                   | «La màfia jove»                       | Raphaël Tresanini i Nicolas Dumond                                             | 7 de juliol de 2019     |
| Sense anunciar | 32                   | «Vacances a Txernòbil»                | Markus Augé                                                                    | 14 de juliol de 2019    |
| Sense anunciar | 33                   | «Canvi climàtic: l'empremta humana»   | Alexander Oey                                                                  | 21 de juliol de 2019    |

### 35a temporada (2019-20)
| Núm. total     | Núm. de la temporada | Títol                                        | Direcció | Data d'emissió original |
| -------------- | -------------------- | -------------------------------------------- | --- | ----------------------- |
| Sense anunciar | 1                    | «Arenys, on tot comença»                     | Joan Celdran Danés | 8 de setembre de 2019   |
| Sense anunciar | 2                    | «Ciutadans per punts»                        | Belinda Wan | 15 de setembre de 2019  |
| Sense anunciar | 3                    | «Amazones, aturar el desastre»               | Antoine Boddaert i Sébastien Eppinger                                                                                      | 22 de setembre de 2019  |
| Sense anunciar | 4                    | «Barra lliure»                               | Ignasi Gallart Cajo i Joan Carles Calvera Blasco                                                                           | 29 de setembre de 2019  |
| Sense anunciar | 5                    | «Hong Kong: o tot o res»                     | Sophie Mcneill | 6 d'octubre de 2019     |
| Sense anunciar | 6                    | «Marihuana, made in Catalunya»               | Guillem Sánchez | 13 d'octubre de 2019    |
| Sense anunciar | 7                    | «Sentenciats»                                | Genís Cormand, Francesc Pou, Carles Solà, Carles Señalada, Ignasi Gallart, Joan Carles Calvera, Mariona Bassa i Xavi Bonet | 20 d'octubre de 2019    |
| Sense anunciar | 8                    | «Matar el monstre»                           | Sion Biurrun Mesquida i Sara Segarra Vidal                                                                                 | 3 de novembre de 2019   |
| Sense anunciar | 9                    | «Dies de Tsunami»                            | Mariona Bassa, Sara Segarra, Genís Cormand, Francesc Pou, Ignasi Gallart, Joan Carles Calvera, Carles Solà                 | 17 de novembre de 2019  |
| Sense anunciar | 10                   | «Proletaris online»                          | Esther Llauradó i Marc Rodríguez Puig                                                                                      | 24 de novembre de 2019  |
| Sense anunciar | 11                   | «Morir en solitud al Japó»                   | Shiori Ito i Nick Ahlmark                                                                                                  | 1 de desembre de 2019   |
| Sense anunciar | 12                   | «Territori os»                               | Jordi Regàs i Víctor Díaz                                                                                                  | 8 de desembre de 2019   |
| Sense anunciar | 13                   | «Immortals?»                                 | Ignasi Gallart Cajo i Txus Muñoz                                                                                           | 22 de desembre de 2019  |
| Sense anunciar | 14                   | «Objectiu 0,7%»                              | Jordi Portals | 12 de gener de 2020     |
| Sense anunciar | 15                   | «Beirut: infàncies robades»                  | Txell Feixas i Oriol Andrés                                                                                                | 26 de gener de 2020     |
| Sense anunciar | 16                   | «El món ho ha de saber»                      | Sophie McNeill | 2 de febrer de 2020     |
| Sense anunciar | 17                   | «La cara oculta de l'emoticona»              | Mea Dols de Jong | 9 de febrer de 2020     |
| Sense anunciar | 18                   | «La gran vellesa»                            | Mariona Bassa i Xavier Bonet                                                                                               | 16 de febrer de 2020    |
| Sense anunciar | 19                   | «Justícia per als rohingyes»                 | Gwenlaouen Le Gouilm | 23 de febrer de 2020    |
| Sense anunciar | 20                   | «Austràlia, els incendis que vindran»        | Sashka Koloff, Lauren Day i Sean Nicholls                                                                                  | 1 de març de 2020       |
| Sense anunciar | 21                   | «Mama Congo. Dones al cor de l'Àfrica»       | Lisi Andrés Palacios i Josep T. París Castro                                                                               | 8 de març de 2020       |
| Sense anunciar | 22                   | «Dins del coronavirus»                       | Mariona Bassa, Marc Alberti i David Bou                                                                                    | 29 de març de 2020      |
| Sense anunciar | 23                   | «La Xina: després de l'hivern, la primavera» | Francesc Canals i Àlex Palanques                                                                                           | 29 de març de 2020      |
| Sense anunciar | 24                   | «Residències, els grans oblidats»            | Mariona Bassa, Ignasi Gallart Cajo, Esther Llauradó i David Bou                                                            | 10 de maig de 2020      |
| Sense anunciar | 25                   | «Hospital sense fronteres»                   | Francesc Romero Truño i Víctor Díaz Solé                                                                                   | 14 de juny de 2020      |
| Sense anunciar | 26                   | «Vull escollir-lo jo»                        | Esther Llauradó i Joan Carles Calvera                                                                                      | 21 de juny de 2020      |
| Sense anunciar | 27                   | «Moure'ns: el nou repte»                     | Jordi Regàs i Carles Señalada                                                                                              | 28 de juny de 2020      |
| Sense anunciar | 28                   | «Despoblats»                                 | Ignasi Gallart Cajo i Sara Segarra Vidal                                                                                   | 5 de juliol de 2020     |
| Sense anunciar | 29                   | «Assange, el gran perseguit»                 | M. Ladoux, E. Huver, S. Séga, S. Dridi, E. Samson i G. Peres                                                               | 12 de juliol de 2020    |

### 36a temporada (2020-21)
| Núm. total     | Núm. de la temporada | Títol                                       | Direcció                                                                      | Data d'emissió original |
| -------------- | -------------------- | ------------------------------------------- | ----------------------------------------------------------------------------- | ----------------------- |
| Sense anunciar | 1                    | «Sense turisme»                             | Lluís Jené                                                                    | 13 de setembre de 2020  |
| Sense anunciar | 2                    | «Escoles, la distància social»              | Mariona Bassa i Rosa Sánchez                                                  | 11 d'octubre de 2020    |
| Sense anunciar | 3                    | «Barcelona, vides en blanc»                 | Joan Celdran Danés                                                            | 18 d'octubre de 2020    |
| Sense anunciar | 4                    | «Sense justícia no hi haurà pau»            | Sally Sara, Matt David i Nikki Steven                                         | 1 de novembre de 2020   |
| Sense anunciar | 5                    | «Tot el que sabem de tu»                    | Xavier Duran i Xavier Bonet                                                   | 8 de novembre de 2020   |
| Sense anunciar | 6                    | «L'ona més devastadora»                     | Adam Harvey                                                                   | 22 de novembre de 2020  |
| Sense anunciar | 7                    | «On és la sida?»                            | Esther Llauradó Boada i Víctor Díaz Solé                                      | 29 de novembre de 2020  |
| Sense anunciar | 8                    | «Sangita»                                   | Martí Albesa                                                                  | 6 de desembre de 2020   |
| Sense anunciar | 9                    | «Cranc blau, la plaga a taula»              | Oriol Cervera Subirats i Guille Barberà Llorca                                | 13 de desembre de 2020  |
| Sense anunciar | 10                   | «Sobreviure al directe»                     | Roger Danés i Alfred Pérez-Fargas                                             | 10 de gener de 2021     |
| Sense anunciar | 11                   | «Gaza: entre dos focs»                      | Kristell Bernaud i Alain Pirot                                                | 17 de gener de 2021     |
| Sense anunciar | 12                   | «Vides deportades»                          | Sònia Calvó Carrió, Yeray S. Iborra i João França                             | 24 de gener de 2021     |
| Sense anunciar | 13                   | «Emergència climàtica, l'ultimàtum del mar» | Jordi Regàs i Sara Segarra Vidal                                              | 31 de gener de 2021     |
| Sense anunciar | 14                   | «Emergència climàtica: el crit de la terra» | Jordi Regàs i Sara Segarra Vidal                                              | 7 de febrer de 2021     |
| Sense anunciar | 15                   | «L'assalt al Capitoli»                      | Sarah Ferguson                                                                | 21 de febrer de 2021    |
| Sense anunciar | 16                   | «Un dret en venda»                          | Georgina Pujol Viñeta i Joan Carles Calvera Blasco                            | 7 de març de 2021       |
| Sense anunciar | 17                   | «Negar la pandèmia»                         | Mariona Bassa i Xavier Brichs                                                 | 28 de març de 2021      |
| Sense anunciar | 18                   | «Pujol: els secrets d'Andorra»              | Genís Cormand i Xavier Bonet                                                  | 11 d'abril de 2021      |
| Sense anunciar | 19                   | «La corona retratada»                       | Ignasi Gallart i David Bou                                                    | 25 d'abril de 2021      |
| Sense anunciar | 20                   | «La batalla de Navalni»                     | Eric Campbell                                                                 | 2 de maig de 2021       |
| Sense anunciar | 21                   | «Cotxes nets, bateries brutes»              | Vanessa Schlesier i Lukas Augustin                                            | 9 de maig de 2021       |
| Sense anunciar | 22                   | «Samos, la vergonya d'Europa»               | Isabelle Ducret, Anastasios Nicolaou, Ioannis Petrakogiannis i Corinne Dubuis | 23 de maig de 2021      |
| Sense anunciar | 23                   | «Les amistats perilloses»                   | Esther Llauradó i Sara Segarra                                                | 6 de juny de 2021       |
| Sense anunciar | 24                   | «Conviure amb el risc»                      | Anna Masip Elias i Víctor Díaz Solé                                           | 13 de juny de 2021      |
| Sense anunciar | 25                   | «Homo residuus»                             | Jordi Regàs i Xavier Brichs                                                   | 4 de juliol de 2021     |
| Sense anunciar | 26                   | «Separats per Trump, reunits per Biden»     | Sarah Ferguson                                                                | 11 de juliol de 2021    |
| Sense anunciar | 27                   | «Anatomia de VOX»                           | Genís Cormand i Joan Carles Calvera                                           | 18 de juliol de 2021    |

### 37a temporada (2021-22)
| Núm. total     | Núm. de la temporada | Títol                               | Direcció                                       | Data d'emissió original | Espectadors (milions) | Quota de pantalla |
| -------------- | -------------------- | ----------------------------------- | ---------------------------------------------- | ----------------------- | --------------------- | ----------------- |
| Sense anunciar | 1                    | «La gran evasió»                    | Josep Badell                                   | 12 de setembre de 2021  | 382.000               | 16,3%             |
| Sense anunciar | 2                    | «Guantánamo, la fi d'un malson»     | John Goetz i Ben Hopkins                       | 19 de setembre de 2021  | 292.000               | 13,6%             |
| Sense anunciar | 3                    | «Buscant la sortida»                | Mariona Bassa i Francesc Pou                   | 3 d'octubre de 2021     | 271.000               | 12,1%             |
| Sense anunciar | 4                    | «Taules parades»                    | Tana Collados i Sara Segarra Vidal             | 17 d'octubre de 2021    | 230.000               | 10,7%             |
| Sense anunciar | 5                    | «Construint la taula»               | Genís Cormand, Francesc Pou i Xavier Brichs    | 24 d'octubre de 2021    | 179.000               | 8,5%              |
| Sense anunciar | 6                    | «Sota el volcà»                     | Beatriz Rodríguez                              | 31 d'octubre de 2021    | 235.000               | 12,5%             |
| Sense anunciar | 7                    | «Que ve el llop!»                   | Lluís Jené                                     | 7 de novembre de 2021   | 292.000               | 13,6%             |
| Sense anunciar | 8                    | «L'illa que no vol desaparèixer»    | Pilar Abril Novella i Joan Torrents Puigvert   | 14 de novembre de 2021  | 271.000               | 10,6%             |
| Sense anunciar | 9                    | «Territori talibà»                  | Najibullah Quraishi                            | 21 de novembre de 2021  | 168.000               | 8,3%              |
| Sense anunciar | 10                   | «Violadors en bandada»              | Amanda Sans Pantling                           | 28 de novembre de 2021  | 307.000               | 12,6%             |
| Sense anunciar | 11                   | «Fugir de l'infern»                 | Evan Williams                                  | 5 de desembre de 2021   | Sense determinar      | Sense anunciar    |
| Sense anunciar | 12                   | «L'aeroport, en l'aire»             | Ignasi Gallart Cajo i Víctor Díaz Solé         | 12 de desembre de 2021  | 332.000               | 14,3%             |
| Sense anunciar | 13                   | «Tombes de sorra»                   | Oriol Puig Cepero i Hibai Arbide Aza           | 16 de gener de 2022     | 270.000               | 11,4%             |
| Sense anunciar | 14                   | «Darrere del joc del calamar»       | Au Yong May Lin                                | 23 de gener de 2022     | 362.000               | 15,1%             |
| Sense anunciar | 15                   | «Renovables, l'assignatura pendent» | Jordi Regàs i Joan Carles Calvera              | 30 de gener de 2022     | 286.000               | 13,7%             |
| Sense anunciar | 16                   | «Ucraïna, les dones al front»       | Xavier Nicol i Jean-Daniel Bohnenblust         | 13 de febrer de 2022    | 249.000               | 10,5%             |
| Sense anunciar | 17                   | «Malalts persistents»               | Mariona Bassa i Xavier Brichs                  | 20 de febrer de 2022    | 320.000               | 13,8%             |
| Sense anunciar | 18                   | «Ultres d'uniforme»                 | Raúl Cuevas i Carlos Enrique Bayo              | 27 de febrer de 2022    | 252.000               | 11,1%             |
| Sense anunciar | 19                   | «L'estratègia Putin»                | Frédéric Tonolli                               | 20 de març de 2022      | 320.000               | 13,8%             |
| Sense anunciar | 20                   | «Armes en el punt de mira»          | Pep Nogueroles i Xavier Bonet                  | 27 de març de 2022      | 299.000               | 12,6%             |
| Sense anunciar | 21                   | «Ucraïna resisteix»                 | Sarah Ferguson                                 | 3 d'abril de 2022       | 255.000               | 10,6%             |
| Sense anunciar | 22                   | «Fugir és delicte»                  | Lorena Garcia Leyva i Joan Carles Calvera      | 10 d'abril de 2022      | 234.000               | 10,3%             |
| Sense anunciar | 23                   | «De Zelenski a Zelenski»            | Willy Papa, Nicolas Fresco i Arthur Genre      | 17 d'abril de 2022      | 311.000               | 15,6%             |
| Sense anunciar | 24                   | «Tribunal de comptes»               | Genís Cormand i Àlex Gonzalo                   | 24 d'abril de 2022      | 159.000               | 7,1%              |
| Sense anunciar | 25                   | «Dones que no vol ningú»            | David Muntaner                                 | 1 de maig de 2022       | 145.000               | 6,4%              |
| Sense anunciar | 26                   | «Senglar, el veí salvatge»          | Jordi Regàs i Víctor Díaz                      | 8 de maig de 2022       | 313.000               | 14,0%             |
| Sense anunciar | 27                   | «La fi dels diners»                 | Ignasi Gallart i Xavier Brichs                 | 15 de maig de 2022      | 334.000               | 15,3%             |
| Sense anunciar | 28                   | «L'ADN del crim»                    | Gabrielle Dréan i Jérémy Frey                  | 22 de maig de 2022      | 193.000               | 9%                |
| Sense anunciar | 29                   | «La febre del Bitcoin»              | Iván Gutiérrez i Francesc Pou                  | 29 de maig de 2022      | 289.000               | 13,0%             |
| Sense anunciar | 30                   | «El temps està boig»                | Justin Rowlatt                                 | 5 de juny de 2022       | 260.000               | 15,2%             |
| Sense anunciar | 31                   | «La revolució forestal»             | Mireia Prats i Joan Carles Calvera             | 19 de juny de 2022      | 267.000               | 13,0%             |
| Sense anunciar | 32                   | «Adolescents amb orgull»            | Paul Symonds                                   | 26 de juny de 2022      | 121.000               | 6,4%              |
| Sense anunciar | 33                   | «El segrest invisible»              | Mariona Bassa i Quique Ruiz                    | 10 de juliol de 2022    | 197.000               | 11,2%             |
| Sense anunciar | 34                   | «Assange, el preu de la veritat»    | Nicolas Vescovacci, Luc Hermann i Paul Moreira | 17 de juliol de 2022    | 195.000               | 11,7%             |

### 38a temporada (2022-23)
| Núm. total     | Núm. de la temporada | Títol                                  | Direcció                                                              | Data d'emissió original | Espectadors (milions) | Quota de pantalla |
| -------------- | -------------------- | -------------------------------------- | --------------------------------------------------------------------- | ----------------------- | --------------------- | ----------------- |
| Sense anunciar | 1                    | «El poder de decidir»                  | Genís Cormand i Xavier Bonet                                          | 1 d'octubre de 2022     | Sense determinar      | Sense anunciar    |
| Sense anunciar | 2                    | «Les arrels del narcotràfic»           | Fàtima Llambrich i Guillem Prieto Marín                               | 9 d'octubre de 2022     | 317.000               | 14,8%             |
| Sense anunciar | 3                    | «Pegasus, l'espia a la butxaca»        | Jordi Regàs i Sara Segarra                                            | 16 d'octubre de 2022    | 373.000               | 17,8%             |
| Sense anunciar | 4                    | «La pagesia que ve»                    | Lluís Jené en col·laboració amb Montse Jaén                           | 23 d'octubre de 2022    | 340.000               | 14,2%             |
| Sense anunciar | 5                    | «Crims de guerra a Ucraïna»            | Myriam Zehar i Alice Panouillot                                       | 30 d'octubre de 2022    | 210.000               | 11,0%             |
| Sense anunciar | 6                    | «Pirineu, el debat pendent»            | Ignasi Gallart i Joan Torrents                                        | 6 de novembre de 2022   | 340.000               | 16,0%             |
| Sense anunciar | 7                    | «Viure a 50 graus»                     | Gavin Searle i Guy Creasey                                            | 13 de novembre de 2022  | 339.000               | 17,0%             |
| Sense anunciar | 8                    | «La segona oportunitat»                | Xavi Montanyà i Núria Font                                            | 20 de novembre de 2022  | 260.000               | 12,4%             |
| Sense anunciar | 9                    | «Entre la terra i el cel: guerra»      | Manel Alías                                                           | 27 de novembre de 2022  | 332.000               | 15,5%             |
| Sense anunciar | 10                   | «Dones, vida, llibertat»               | Jiyar Gol                                                             | 4 de desembre de 2022   | 302.000               | 14,2%             |
| Sense anunciar | 11                   | «Morir pels drets»                     | Carles Solà i Francesc Pou                                            | 11 de desembre de 2022  | 263.000               | 12,8%             |
| Sense anunciar | 12                   | «Salut, dades i negoci»                | David Carr-Brown                                                      | 8 de gener de 2023      | 217.000               | 10,5%             |
| Sense anunciar | 13                   | «Animals i companyia»                  | Joan Celdran Danés i Miki Martínez                                    | 15 de gener de 2023     | 330.000               | 14,6%             |
| Sense anunciar | 14                   | «Alcarràs, l'altra collita»            | Enric Pinyol, Àlex Oró i Xavier Brichs                                | 29 de gener de 2023     | 438.000               | 20,0%             |
| Sense anunciar | 15                   | «Corrupció al Vaticà»                  | Marco Tagliabue i Maria Roselli                                       | 5 de febrer de 2023     | 275.000               | 11,7%             |
| Sense anunciar | 16                   | «Atrapats pel gasoil»                  | Jordi Regàs i Sara Segarra                                            | 12 de febrer de 2023    | 259.000               | 11,2%             |
| Sense anunciar | 17                   | «Ucraïna, viatge als altres fronts»    | Lluís Caelles i David Bou                                             | 19 de febrer de 2023    | 207.000               | 9,7%              |
| Sense anunciar | 18                   | «Cada vegada més vegans»               | Tana Collados i Víctor Díaz                                           | 26 de febrer de 2023    | 410.000               | 19,5%             |
| Sense anunciar | 19                   | «Gens anònims»                         | Mariona Bassa Camps i Àlex Gonzalo                                    | 5 de març de 2023       | 368.000               | 16,4%             |
| Sense anunciar | 20                   | «Sofia i Nigina, dues amigues lliures» | Margaux Benn i Solène Chalvon                                         | 12 de març de 2023      | 262.000               | 12,5%             |
| Sense anunciar | 21                   | «No plou prou»                         | Ignasi Gallart i Francesc Pou                                         | 19 de març de 2023      | 338.000               | 15,0%             |
| Sense anunciar | 22                   | «Kings League, comença la partida»     | Jordi Bentanachs, Lluís Cervelló, Àlex Gonzalo i Miquel Àngel Navajas | 26 de març de 2023      | 396.000               | 19,1%             |
| Sense anunciar | 23                   | «La gran distracció»                   | Genís Cormand i Xavier Bonet                                          | 2 d'abril de 2023       | 222.000               | 11,8%             |
| Sense anunciar | 24                   | «Finlàndia, el país més feliç del món» | Céline Missoffe                                                       | 9 d'abril de 2023       | Sense determinar      | Sense anunciar    |
| Sense anunciar | 25                   | «La guerra dels xips»                  | Nicolas Vescovacci                                                    | 30 d'abril de 2023      | 195.000               | 10,2%             |
| Sense anunciar | 26                   | «Europa, a un cop de tren?»            | Joan Salicrú                                                          | 7 de maig de 2023       | 358.000               | 16,5%             |
| Sense anunciar | 27                   | «Torna el talent»                      | Xavier Duran i Joan Carles Calvera                                    | 21 de maig de 2023      | 318.000               | 14,6%             |
| Sense anunciar | 28                   | «Oligarques»                           | Vincent Prado                                                         | 4 de juny de 2023       | 250.000               | 13,1%             |
| Sense anunciar | 29                   | «La feina o la vida»                   | Mariona Bassa Camps i Víctor Díaz Solé                                | 11 de juny de 2023      | 341.000               | 15,5%             |
| Sense anunciar | 30                   | «Hawaii: el paradís es reivindica»     | Matt Davis                                                            | 18 de juny de 2023      | 258.000               | 11,6%             |
| Sense anunciar | 31                   | «Vides trans»                          | Equip del 30 minuts                                                   | 25 de juny de 2023      | 276.000               | 14,1%             |
| Sense anunciar | 32                   | «Wagner: per Rússia o contra Rússia»   | Raphaël Pellégrino                                                    | 2 de juliol de 2023     | 343.000               | 18,8%             |
| Sense anunciar | 33                   | «La llet no té preu»                   | Marc Riera                                                            | 9 de juliol de 2023     | 276.000               | 15,9%             |
| Sense anunciar | 34                   | «Catalunya Nord: el català, a judici»  | Pep Antoni Roig, Roberto Lázaro i Jordi Escofet                       | 16 de juliol de 2023    | 324.000               | 19,4%             |

### 39a temporada (2023-24)
| Núm. total     | Núm. de la temporada | Títol                                    | Direcció                                             | Data d'emissió original | Espectadors (milions) | Quota de pantalla |
| -------------- | -------------------- | ---------------------------------------- | ---------------------------------------------------- | ----------------------- | --------------------- | ----------------- |
| Sense anunciar | 1                    | «IA: la nova evolució»                   | Genís Cormand i Joan Carles Calvera                  | 1 d'octubre de 2023     | 296.000               | 16,2%             |
| Sense anunciar | 2                    | «Les joies de l'Holocaust»               | Stefan Dexheimer                                     | 8 d'octubre de 2023     | 248.000               | 12,1%             |
| Sense anunciar | 3                    | «L'atac dels drons»                      | Andrea Hauner                                        | 22 d'octubre de 2023    | 207.000               | 10,0%             |
| Sense anunciar | 4                    | «Crits silenciats»                       | Pep Nogueroles i Xavi Bonet                          | 29 d'octubre de 2023    | 232.000               | 12,8%             |
| Sense anunciar | 5                    | «Cisjordània, l'altra guerra»            | Stephanie March                                      | 12 de novembre de 2023  | 207.000               | 10,7%             |
| Sense anunciar | 6                    | «Pesca: tocant fons»                     | Jordi Regàs, Txus Navarro i Sara Segarra             | 19 de novembre de 2023  | 207.000               | 10,2%             |
| Sense anunciar | 7                    | «Som el que llencem»                     | Tana Collados i Víctor Díaz                          | 26 de novembre de 2023  | 253.000               | 12,3%             |
| Sense anunciar | 8                    | «Viure sense regles»                     | Mariona Bassa i Francesc Pou                         | 3 de desembre de 2023   | 215.000               | 10,1%             |
| Sense anunciar | 9                    | «Drets vulnerats»                        | João França i Daniel Lacasa                          | 10 de desembre de 2023  | 167.000               | 8,4%              |
| Sense anunciar | 10                   | «El català a Europa: missió impossible?» | Pep Antoni Roig i Roberto Lázaro                     | 21 de gener de 2024     | 165.000               | 8,3%              |
| Sense anunciar | 11                   | «La gran onada»                          | Genís Cormand i Cari Pardo Luzzy                     | 28 de gener de 2024     | 230.000               | 11,2%             |
| Sense anunciar | 12                   | «Ciutadans del Reich»                    | Eric Campbell                                        | 11 de febrer de 2024    | 172.000               | 8,5%              |
| Sense anunciar | 13                   | «País de tòfona»                         | Xavier Puig i Macià Florit                           | 18 de febrer de 2024    | 156.000               | 8,2%              |
| Sense anunciar | 14                   | «Esborrant la identitat»                 | Ignasi Gallart i Àlex Gonzalo                        | 25 de febrer de 2024    | 234.000               | 10,7%             |
| Sense anunciar | 15                   | «La sisena extinció»                     | Jordi Regàs i Txus Navarro                           | 3 de març de 2024       | 160.000               | 7,7%              |
| Sense anunciar | 16                   | «L'efecte TikTok»                        | Katie Rice                                           | 17 de març de 2024      | 169.000               | 8,1%              |
| Sense anunciar | 17                   | «Tocats per l'herència»                  | Lorena Garcia i Francesc Pou                         | 24 de març de 2024      | 284.000               | 15,6%             |
| Sense anunciar | 18                   | «Modi, el reportatge prohibit»           | Sadhana Subramaniam                                  | 31 de març de 2024      | Sense determinar      | Sense anunciar    |
| Sense anunciar | 19                   | «Orgull gironí»                          | Jordi Bentanachs, Àngel Rufí i Xavi Brichs           | 7 d'abril de 2024       | 293.000               | 15,2%             |
| Sense anunciar | 20                   | «Començar de zero»                       | Mariona Bassa i Víctor Díaz Solé                     | 14 d'abril de 2024      | 253.000               | 13,0%             |
| Sense anunciar | 21                   | «Migrar, a vida o mort»                  | Karim Amin i Anne-Frédérique Widmann                 | 21 d'abril de 2024      | 144.000               | 6,6%              |
| Sense anunciar | 22                   | «Contra les "maras"»                     | Martin Fossati i Mario Pecot                         | 28 d'abril de 2024      | 271.000               | 14,4%             |
| Sense anunciar | 23                   | «Un mur al Nil»                          | Sara Creta                                           | 5 de maig de 2024       | 266.000               | 13,8%             |
| Sense anunciar | 24                   | «Revolta pagesa»                         | Xavi Llopart                                         | 19 de maig de 2024      | Sense determinar      | Sense anunciar    |
| Sense anunciar | 25                   | «La febre dels metalls»                  | Jordi Regàs i Joan Carles Calvera                    | 26 de maig de 2024      | 211.000               | 10,7%             |
| Sense anunciar | 26                   | «Florida, el laboratori de Trump»        | Françoise Weilhammer i Marie-Laure Widmer Baggiolini | 2 de juny de 2024       | 208.000               | 11,6%             |
| Sense anunciar | 27                   | «Habitatge, dret o negoci»               | Ignasi Gallart Cajo i Cari Pardo Luzzy               | 16 de juny de 2024      | 254.000               | 12,9%             |
| Sense anunciar | 28                   | «Preparant el terreny»                   | Eloi Cordomí i Víctor Díaz                           | 30 de juny de 2024      | Sense determinar      | Sense anunciar    |
| Sense anunciar | 29                   | «Ryanair, l'ombra del baix cost»         | Tom Cariou                                           | 14 de juliol de 2024    | 101.000               | 3,4%              |

### 40a temporada (2024-25)
| Núm. total     | Núm. de la temporada | Títol                    | Direcció | Data d'emissió original | Espectadors (milions) | Quota de pantalla |
| -------------- | -------------------- | ------------------------ | --- | ----------------------- | --------------------- | ----------------- |
| Sense anunciar | 0                    | «Una mirada diferent»    | Genís Cormand i Sara Segarra | 20 d'octubre de 2024    | Sense determinar      | Sense anunciar    |
| Sense anunciar | 1                    | «La dana més mortal»     | Xavier Brichs, Jordi Regàs, Ignasi Gallart, Genís Cormand, Cari Pardo, Víctor Díaz, Sara Segarra, Sandra Mata, Montse Mora, Fúlvia Nicolàs | 3 de novembre de 2024   | Sense determinar      | Sense anunciar    |
| Sense anunciar | 2                    | «Paradís en flames»      | Naomi Selvaratnam | 10 de novembre de 2024  | Sense determinar      | Sense anunciar    |
| Sense anunciar | 3                    | «La IA i la ment humana» | Genís Cormand i Cari Pardo Luzzy | 17 de novembre de 2024  | Sense determinar      | Sense anunciar    |
| Sense anunciar | 4                    | «El mar, en suspens»     | Georgina Pujol i Sara Segarra | 24 de novembre de 2024  | Sense determinar      | Sense anunciar    |